# Списак награда Игре године
Игра године (скраћено GotY) је награда од стране многих публикација гејминга за заслужујућу игру. Многе објаве награђују једну “Игру године” за један наслов за који они сматрају да представља врхунац постигнућа гејминга за ту годину. Многе игре ће објавити едицију “Игра године” после освајања ових награда, обично садржи сва ажурирања, садржину за скидање (DLC) и обично остале додатке као што је soundtrack.

## Институције и Наградни Програми

### Академија Интерактвиних Уметности и Науке
| Година | Игра                                 | Жанр                        | Платформа(е)                                                        | Развојни тим(ци)        | Референца |
| ------ | ------------------------------------ | --------------------------- | ------------------------------------------------------------------- | ----------------------- | --------- |
| 1997   | GoldenEye 007                        | Пуцачка игра из првог лица  | Нинтендо 64                                                         | Rare                    | [ 1 ]     |
| 1998   | The Legend of Zelda: Ocarina of Time | Акциона-авантура            | Нинтендо 64                                                         | Нинтендо EAD            | [ 2 ]     |
| 1999   | Donkey Kong 64                       | Акција/Платформа            | Нинтендо 64                                                         | Rare                    | [ 3 ]     |
| 2000   | Diablo II                            | Акциона игра-улога          | Mac OS, Microsoft Windows                                           | Blizzard North          | [ 4 ]     |
| 2001   | Halo: Combat Evolved                 | Пуцачка игра из првог лица  | Xbox                                                                | Bungie                  | [ 5 ]     |
| 2002   | Battlefield 1942                     | Пуцачка игра из првог лица  | Microsoft Windows                                                   | Digital Illusions CE    | [ 6 ]     |
| 2003   | Call of Duty                         | Пуцачка игра из првог лица  | Microsoft Windows                                                   | Infinity Ward           | [ 7 ]     |
| 2004   | Half-Life 2                          | Пуцачка игра из првог лица  | Microsoft Windows                                                   | Valve Corporation       | [ 8 ]     |
| 2005   | God of War                           | Акциона-авантура            | PlayStation 2                                                       | SCE Santa Monica Studio | [ 9 ]     |
| 2006   | Gears of War                         | Пуцачка игра из трећег лица | Xbox 360                                                            | Epic Games              | [ 10 ]    |
| 2007   | Call Of Duty 4: Modern Warfare       | Пуцачка игра из првог лица  | Microsoft Windows, PlayStation 3, Xbox 360                          | Infinity Ward           | [ 11 ]    |
| 2008   | LittleBigPlanet                      | Платформа                   | PlayStation 3                                                       | Media Molecule          | [ 12 ]    |
| 2009   | Uncharted 2: Among Thieves           | Пуцачка игра из трећег лица | PlayStation 3                                                       | Naughty Dog             | [ 13 ]    |
| 2010   | Mass Effect 2                        | Акциона игра-улога          | Microsoft Windows, Xbox 360                                         | BioWare                 | [ 14 ]    |
| 2011   | The Elder Scrolls V: Skyrim          | Акциона игра-улога          | Microsoft Windows, PlayStation 3, Xbox 360                          | Bethesda Game Studios   | [ 15 ]    |
| 2012   | Journey                              | Авантура                    | PlayStation 3                                                       | Thatgamecompany         | [ 16 ]    |
| 2013   | The Last of Us                       | Акциона-авантура            | PlayStation 3                                                       | Naughty Dog             | [ 17 ]    |
| 2014   | Dragon Age: Inquisition              | Акциона игра-улога          | Microsoft Windows, PlayStation 3, PlayStation 4, Xbox 360, Xbox One | BioWare                 | [ 18 ]    |

### Награде Аркаде / Награде Електроник Гејминга
Награде Аркаде, такође познате као Аркие Награде, су једне од првих награда видео игара, још од златног доба аркада видео игара и све до пад аСеверно Америчке индустрије видео игара. Одржава се још од 1980-е (за игре објављене 1979-е и раније) и најављавано је годинама од стране Electronic Games магазина још од 1981, покривајући неколико различитих категорија платформи. Заједно са оживљавањем магазина 1992, објављене су Електроник Гејминг Награде у Јануару 1993 за најбоље објављене видео игре 1992. Због проблема 1992 и 1993 су тражили од читаоца да гласају за игру године.
| Година     | Аркада                                | Самостална                            | Конзола                                                                   | Рачунар                                                                   |
| ---------- | ------------------------------------- | ------------------------------------- | ------------------------------------------------------------------------- | ------------------------------------------------------------------------- |
| 1979 (1st) | Space Invaders                        | Space Invaders                        | Space Invaders                                                            | Space Invaders                                                            |
| 1980 (2nd) | Asteroids                             | Asteroids                             | Superman                                                                  | Superman                                                                  |
| 1981 (3rd) | Pac-Man                               | Pac-Man                               | Asteroids                                                                 | Star Raiders                                                              |
| 1982 (4th) | Tron                                  | Galaxian                              | Demon Attack                                                              | David's Midnight Magic                                                    |
| 1983 (5th) | Pole Position                         | Q*bert                                | Under 16K: Ms. Pac-Man Over 16K: Lady Bug                                 | Lode Runner                                                               |
| 1984 (6th) | Star Wars                             | Zaxxon                                | Space Shuttle                                                             | Ultima III: Exodus                                                        |
| 1992 (7th) | Street Fighter II                     | Street Fighter II                     | NHLPA Hockey '93 Sonic the Hedgehog 2                                     | NHLPA Hockey '93 Sonic the Hedgehog 2                                     |
| 1993 (8th) | Street Fighter II Turbo Mortal Kombat | Street Fighter II Turbo Mortal Kombat | Genesis: Aladdin / Sonic Spinball SNES: Bubsy Bobcat / Rock & Roll Тркање | Genesis: Aladdin / Sonic Spinball SNES: Bubsy Bobcat / Rock & Roll Тркање |

### El Barto Игре
| Година | Игра                    | Жанр           | Платформа(е)                               | Развојни тим(ци) | Референца |
| ------ | ----------------------- | -------------- | ------------------------------------------ | ---------------- | --------- |
| 2014   | Grand Theft Auto V      | Пешчана кутија | Xbox One, PlayStation 4, Microsoft Windows | Rockstar North   | [ 18 ]    |
| 2015   | Rise of the Tomb Raider | Акција         | Xbox One                                   | Crystal Dynamics | [ 18 ]    |

### Британска Академија Награда Игара / BAFTA Награде Интерактивне Забаве
Британска Академија Награда Игара је годишња Британска церемонија награда која даје почаст “извандредном креативном достигнућу” у индустрији видео игара. Прво представљено 2004-е пратећи поновну градњу BAFTA Награде Интерактивне Забаве, награде су представљене од стране Британске Академије Филма и Уметности Телевизије (BAFTA), и тако се често поистовећују са BAFTA Наградама Игара.
| Година    | Конзола                              | Ручно                                | PC                                   |
| --------- | ------------------------------------ | ------------------------------------ | ------------------------------------ |
| 1997/8    | GoldenEye 007                        | GoldenEye 007                        | GoldenEye 007                        |
| 1998/9    | The Legend of Zelda: Ocarina of Time | The Legend of Zelda: Ocarina of Time | The Legend of Zelda: Ocarina of Time |
| 1999/2000 | MediEvil 2                           | Pokémon Yellow                       | Deus Ex                              |
| 2000/1    | Gran Turismo 3: A-Spec               | Tony Hawk's Pro Skater 2             | Max Payne                            |
| 2001/2    | Halo: Combat Evolved                 | SMS Chess                            | Neverwinter Nights                   |

| Година | Игра                                         | Жанр                                | Платформа(е)                                     | Развојни тим(ови)  |
| ------ | -------------------------------------------- | ----------------------------------- | ------------------------------------------------ | ------------------ |
| 2002/3 | Call of Duty                                 | (Прво-Лице) Пуцачина                | Windows                                          | Infinity Ward      |
| 2003/4 | Half-Life 2                                  | (Прво-Лице) Пуцачина                | Windows, GNU/Линукс                              | Valve Corporation  |
| 2005/6 | Tom Clancy's Ghost Recon Advanced Warfighter | Тактичка пуцачина                   | Windows, PlayStation 2, Xbox, Xbox 360           | Ubisoft Paris      |
| 2006/7 | BioShock                                     | (Прво-Лице) Пуцачина                | Windows, Xbox 360                                | Irrational Games   |
| 2007/8 | Super Mario Galaxy                           | Платформа                           | Wii                                              | Нинтендо EAD Tokyo |
| 2009   | Batman: Arkham Asylum                        | Акциона-авантура Шуњање Пребиј их   | Windows, PlayStation 3, Xbox 360                 | Rocksteady Studios |
| 2010   | Mass Effect 2                                | (Треће лице) Пуцачина АкцијаRPG     | Windows, PlayStation 3, Xbox 360                 | BioWare            |
| 2011   | Portal 2                                     | Пузла-платформа                     | Windows, OS X, PlayStation 3, Xbox 360           | Valve Corporation  |
| 2012   | Dishonored                                   | Акциона-авантура Шуњање             | Windows, PlayStation 3, Xbox 360                 | Arkane Studios     |
| 2013   | The Last of Us                               | Акциона-авантура Хорор преживљавања | PlayStation 3                                    | Naughty Dog        |
| 2014   | Destiny                                      | (Прво-Лице) Акциона пуцачина RPG    | PlayStation 3, PlayStation 4, Xbox 360, Xbox One | Bungie             |

### FamitsuНаграде
Победници Главне Награде годишњих Famitsu Награда, изгласаних од стране читача магазина. Годишња церемонија награде се одржава сваке године ..
| Година | Игра                                                        | Жанрт                                     | Платформа(е)                                                   | Развојни тим(ци)           |
| ------ | ----------------------------------------------------------- | ----------------------------------------- | -------------------------------------------------------------- | -------------------------- |
| 1990   | Dragon Quest IV: Chapters of the ChosenШаблон:Better source | Игра са играњем улога                     | NES, PlayStation , Нинтендо DS, Андроид, iOS                   | Chunsoft                   |
| 2004   | Monster Hunter                                              | Акциона игра-улога                        | PlayStation 2, Wii                                             | Capcom                     |
| 2005   | Resident Evil 4                                             | Хорор преживљавања: (Треће лице) Пуцачина | GameCube, PlayStation 2, Windows, Wii, PlayStation 3, Xbox 360 | Capcom                     |
| 2005   | Kingdom Hearts II                                           | Акциона игра-улога                        | PlayStation 2, PlayStation 3                                   | Square Enix                |
| 2006   | Final Fantasy XII                                           | Игра играња улога                         | PlayStation 2                                                  | Square Enix                |
| 2006   | Pokémon Diamond and Pearl                                   | Игра играња улога                         | Нинтендо DS                                                    | Game Freak                 |
| 2007   | Super Mario Galaxy                                          | Платформа                                 | Wii                                                            | Нинтендо EAD Tokyo         |
| 2007   | Monster Hunter Портабл 2nd                                  | Акциона игра-улога                        | PlayStation Portable                                           | Capcom                     |
| 2008   | Monster Hunter Портабл 2nd G                                | Акциона игра-улога                        | PlayStation Portable                                           | Capcom                     |
| 2009   | Dragon Quest IX: Sentinels of the Starry Skies              | Игра играња улога                         | Нинтендо DS                                                    | Level-5                    |
| 2010   | Monster Hunter Портабл 3rd                                  | Акциона игра-улога                        | PlayStation Portable                                           | Capcom                     |
| 2011   | Monster Hunter Tri G                                        | Акциона игра-улога                        | Нинтендо 3DS                                                   | Capcom Production Studio 1 |
| 2012   | Animal Crossing: New Leaf                                   | Симулација живота                         | Нинтендо 3DS                                                   | Нинтендо EAD               |
| 2013   | Monster Hunter 4                                            | Акциона игра-улога                        | Нинтендо 3DS                                                   | Capcom                     |
| 2014   | Yo-kai Watch 2: "Pioneer & Originator" and "Star Performer" | Игра играња улога                         | Нинтендо 3DS                                                   | Level-5                    |

### GamestНаграде
Јапански Gamest магазин је објављен од 1986 до 1999, и одржавао је Gamest Награде церемоније сваке године, фокусирајући се специјално на аркадне игре. Победници главне награде су бирани гласањем .
| Година | Игра                     | Жанр                            | Компанија |
| ------ | ------------------------ | ------------------------------- | --------- |
| 1986   | Fantasy Zone             | (Скроловање са стране) Пуцачина | Сега      |
| 1986   | Arkanoid                 | Breakout                        | Taito     |
| 1986   | Bubble Bobble            | Платформа                       | Taito     |
| 1986   | Rygar                    | Платформа                       | Tecmo     |
| 1987   | Darius                   | (Скроловање са стране) Пуцачина | Taito     |
| 1988   | Gradius II               | (Скроловање са стране) Пуцачина | Konami    |
| 1989   | Tetris                   | Пузла                           | Сега      |
| 1990   | Final Fight              | Пребиј их                       | Capcom    |
| 1991   | Street Fighter II        | Туча                            | Capcom    |
| 1992   | Street Fighter II Dash   | Туча                            | Capcom    |
| 1993   | Samurai Spirits          | Туча                            | SNK       |
| 1994   | The King of Fighters '94 | Туча                            | SNK       |
| 1995   | Virtua Fighter 2         | Туча                            | Сега      |
| 1996   | Street Fighter Zero 2    | Туча                            | Capcom    |
| 1997   | Vampire Savior           | Туча                            | Capcom    |
| 1998   | Psychic Force 2012       | Туча                            | Taito     |

### Награде за најбољи развојни тим
Награде за најбољи развојни тим се бирају преко регистроване игре развојног тима и откривају се при Конференцији развојног тима (GDC) у Сан Франциску.
| Година | Игра                                   | Жанрт                       | Платформа(е)                                                        | Развојни тим(ови)       | Референца |
| ------ | -------------------------------------- | --------------------------- | ------------------------------------------------------------------- | ----------------------- | --------- |
| 2000   | The Sims                               | Симулација живота           | Mac OS, Microsoft Windows                                           | Maxis                   | [ 56 ]    |
| 2001   | Grand Theft Auto III                   | Акциона-авантура            | Microsoft Windows, PlayStation 2                                    | DMA Design              | [ 57 ]    |
| 2002   | Metroid Prime                          | Пуцачка игра из првог лица  | Нинтендо GameCube                                                   | Retro Studios, Нинтендо | [ 58 ]    |
| 2003   | Star Wars: Knights of the Old Republic | Акциона игра-улога          | Microsoft Windows, Xbox                                             | BioWare                 | [ 59 ]    |
| 2004   | Half-Life 2                            | Пуцачка игра из првог лица  | Microsoft Windows                                                   | Valve Corporation       | [ 60 ]    |
| 2005   | Shadow of the Colossus                 | Акциона-авантура            | PlayStation 2                                                       | Team Ico                | [ 61 ]    |
| 2006   | Gears of War                           | Пуцачка игра из трећег лица | Xbox 360                                                            | Epic Games              | [ 62 ]    |
| 2007   | Portal                                 | Пузла-платформа             | Microsoft Windows, PlayStation 3, Xbox 360                          | Valve Corporation       | [ 63 ]    |
| 2008   | Fallout 3                              | Акциона игра-улога          | Microsoft Windows, PlayStation 3, Xbox 360                          | Bethesda Game Studios   | [ 64 ]    |
| 2009   | Uncharted 2: Among Thieves             | Пуцачка игра из трећег лица | PlayStation 3                                                       | Naughty Dog             | [ 65 ]    |
| 2010   | Red Dead Redemption                    | Акциона-авантура            | PlayStation 3, Xbox 360                                             | Rockstar San Diego      | [ 66 ]    |
| 2011   | The Elder Scrolls V: Skyrim            | Акциона игра-улога          | Microsoft Windows, PlayStation 3, Xbox 360                          | Bethesda Game Studios   | [ 67 ]    |
| 2012   | Journey                                | Авантура                    | PlayStation 3                                                       | Thatgamecompany         | [ 68 ]    |
| 2013   | The Last of Us                         | Акциона-авантура            | PlayStation 3                                                       | Naughty Dog             | [ 69 ]    |
| 2014   | Middle-earth: Shadow of Mordor         | Акциона-авантура            | Microsoft Windows, PlayStation 3, PlayStation 4, Xbox 360, Xbox One | Monolith Productions    | [ 70 ]    |

### Награде Златног Џојстика
Награда Златног Џојстика је друга најстарија гејминг церемонија награде и најдужа је награда по трајању за видео игру. s is the second oldest gaming award ceremony and is the longest running video game award. Конситуивна церомоније је почела 1984 у Лондону Berkeley Square.
Од 2014, она је највећи шоу награде видео игре под условима броја гласања; преко девет милиона гласова се десило током 2014.
| Година  | Игра                           | Жанр                        | Платформа(е)                                            | Развојни тим(ови)     | Референца |
| ------- | ------------------------------ | --------------------------- | ------------------------------------------------------- | --------------------- | --------- |
| 1983    | Jetpac                         | Пуцачина                    | Комодор VIC-20, ZX Spectrum                             | Ultimate              | [ 73 ]    |
| 1984    | Knight Lore                    | Акциона-авантура            | ZX Spectrum                                             | Ultimate              | [ 73 ]    |
| 1985    | Way of the Exploding Fist      | Туча                        | Комодор 64                                              | Beam Software         | [ 74 ]    |
| 1986    | Gauntlet                       | Hack & Slash                | Аркада                                                  | Atari Games           | [ 73 ]    |
| 1987/88 | Out Run                        | Тркање                      | Аркада, Сега Мастер Систем                              | Сега AM2              | [ 73 ]    |
| 1988/89 | 8-Bit: Operation Wolf          | Shooting gallery            | Аркада, NES                                             | Taito                 | [ 75 ]    |
| 1988/89 | 16-Bit: Speedball              | Спортови                    | Амига, Atari ST, Комодор 64, Сега Мастер Систем         | Bitmap Brothers       | [ 75 ]    |
| 1989/90 | 8-Bit: The Untouchables        | Пуцачина                    | Амига, Amstrad CPC, Комодор 64, ZX Spectrum             | Ocean Software        | [ 76 ]    |
| 1989/90 | 16-Bit: Kick Off               | Спортови                    | Амига, Amstrad CPC, Atari ST, ZX Spectrum               | Dino Dini             | [ 76 ]    |
| 1990/91 | 8-Bit: Rick Dangerous 2        | Платформа                   | Амига, Amstrad CPC, Atari ST, ZX Spectrum               | Core Design           | [ 76 ]    |
| 1990/91 | 16-Bit: Kick Off 2             | Спортови                    | Амига, Amstrad CPC, Atari ST, ZX Spectrum               | Dino Dini             | [ 76 ]    |
| 1991/92 | Sonic the Hedgehog             | Платформа                   | Сега Мастер Систем, Сега Game Gear                      | Ancient               | [ 77 ]    |
| 1992/93 | Street Fighter II              | Туча                        | Амига, Аркада, Atari ST, Комодор 64, Сега Genesis, SNES | Capcom                | [ 73 ]    |
| 1996/97 | Super Mario 64                 | Платформа                   | Нинтендо 64                                             | Нинтендо EAD          | [ 78 ]    |
| 2002    | Grand Theft Auto III           | Акциона-авантура            | Microsoft Windows, PlayStation 2                        | DMA Design            | [ 73 ]    |
| 2003    | Grand Theft Auto: Vice City    | Акциона-авантура            | Microsoft Windows, PlayStation 2                        | Rockstar North        | [ 79 ]    |
| 2004    | Doom 3                         | Пуцачка игра из првог лица  | Линукс, Microsoft Windows                               | id Software           | [ 73 ]    |
| 2005    | Grand Theft Auto: San Andreas  | Акциона-авантура            | PlayStation 2                                           | Rockstar North        | [ 80 ]    |
| 2006    | The Elder Scrolls IV: Oblivion | Акциона игра-улога          | Microsoft Windows, Xbox 360                             | Bethesda Game Studios | [ 81 ]    |
| 2007    | Gears of War                   | Пуцачка игра из трећег лица | Xbox 360                                                | Epic Games            | [ 82 ]    |
| 2008    | Call of Duty 4: Modern Warfare | Пуцачка игра из првог лица  | Microsoft Windows, PlayStation 3, Xbox 360              | Infinity Ward         | [ 83 ]    |
| 2009    | Fallout 3                      | Акциона игра-улога          | Microsoft Windows, PlayStation 3, Xbox 360              | Bethesda Game Studios | [ 84 ]    |
| 2010    | Mass Effect 2                  | Акциона игра-улога          | Microsoft Windows, Xbox 360                             | BioWare               | [ 85 ]    |
| 2011    | Portal 2                       | Пузла-platform              | Microsoft Windows,Mac OS, PlayStation 3, Xbox 360       | Valve Corporation     | [ 86 ]    |
| 2012    | The Elder Scrolls V: Skyrim    | Акциона игра-улога          | Microsoft Windows, PlayStation 3, Xbox 360              | Bethesda Game Studios | [ 87 ]    |
| 2013    | Grand Theft Auto V             | Акциона-авантура            | PlayStation 3, Xbox 360                                 | Rockstar North        | [ 88 ]    |
| 2014    | Dark Souls II                  | Акциона игра-улога          | Microsoft Windows, PlayStation 3, Xbox 360              | FromSoftware          | [ 89 ]    |
| 2015    | The Witcher 3: Wild Hunt       | Акциона игра-улога          | Microsoft Windows, PlayStation 4, Xbox One              | CD Projekt RED        | [ 90 ]    |

### Инсајд Гејминг Награде
Machinima такође има свој шоу награди Инсајд Гејминг Награде, годишење у Лос Анђелесу. Шоу награди слави највеће развојне тимове и достигнућа у индустрији видео игара, и приказује најбоље изборе играња које су изабрали гледаоци и особље Инсајд Гејминга.
| Година | Игра                           | Жанр                                                    | Платформа(е)                     | Развојни тим(ови)     |
| ------ | ------------------------------ | ------------------------------------------------------- | -------------------------------- | --------------------- |
| 2009   | Call of Duty: Modern Warfare 2 | Пуцачка игра из првог лица, Пуцачка игра из трећег лица | Windows, PlayStation 3, Xbox 360 | Infinity Ward         |
| 2010   | Red Dead Redemption            | Отворени свет, (Треће лице) Пуцачина                    | Xbox 360, PlayStation 3          | Rockstar San Diego    |
| 2011   | The Elder Scrolls V: Skyrim    | (Прво-Лице) Акциони RPG                                 | PlayStation 3, Xbox 360, Windows | Bethesda Game Studios |
| 2012   | Halo 4                         | Пуцачка игра из првог лица                              | Xbox 360                         | 343 Industries        |
| 2013   | Grand Theft Auto V             | Отворени свет Акциона-авантура                          | PlayStation 3, Xbox 360          | Rockstar North        |

### Јапански Награде Игре / CESA Награде
Победници Главне Награде коју годишње даје Јапанска наградна игра, формално познате као CESA награде, још од 1996. Неких година су две игре делиле главну награду .
| Година          | Игра                                                    | Жанр                                                 | Платформа(е)                                                                 | Развојни тим(ови)                      |
| --------------- | ------------------------------------------------------- | ---------------------------------------------------- | ---------------------------------------------------------------------------- | -------------------------------------- |
| 1996 (1st)      | Sakura Wars                                             | Тактички RPG, Симулација упознавања, Визуелна новела | Сега Сатурн, Dreamcast, Windows, PlayStation 2, PlayStation Portable, i-mode | Сега                                   |
| 1997 (2nd)      | Final Fantasy VII                                       | Игра играња улога                                    | PlayStation , Windows, PlayStation Network                                   | Squaresoft                             |
| 1998 (3rd)      | The Legend of Zelda: Ocarina of Time                    | Акциона-авантура: Отворени свет                      | Нинтендо 64, GameCube, iQue Player, Виртуелна конзола, Нинтендо 3DS          | Нинтендо EAD                           |
| 1999 (4th)      | Dokodemo Issyo Final Fantasy VIII                       | Стратегија Игра играња улога                         | PlayStation                                                                  | Sony Computer Entertainment Squaresoft |
| 2000 (5th)      | Phantasy Star Online                                    | Вишеиграчки мрежни RPG: Акциони RPG                  | Dreamcast, Windows, GameCube, Xbox                                           | Sonic Team                             |
| 2001–2002 (6th) | Final Fantasy X                                         | Игра играња улога                                    | PlayStation 2, PlayStation 3, PlayStation Vita                               | Squaresoft                             |
| 2003 (7th)      | Final Fantasy XI Taiko no Tatsujin                      | MMORPG Rhythm                                        | PlayStation 2, Windows PlayStation 2                                         | Squaresoft Namco                       |
| 2004 (8th)      | Monster Hunter                                          | Акциона игра-улога                                   | PlayStation 2                                                                | Capcom                                 |
| 2005 (9th)      | Dragon Quest VIII                                       | Игра играња улога                                    | PlayStation 2                                                                | Level-5                                |
| 2006 (10th)     | Final Fantasy XII Dr. Kawashima's Brain Training        | RPG Пузла                                            | PlayStation 2 Нинтендо DS                                                    | Square Enix Нинтендо SDD               |
| 2007 (11th)     | Wii Спортови Monster Hunter Портабл 2nd                 | Спортови Акциони RPG                                 | Wii PlayStation Portable                                                     | Нинтендо EAD Capcom                    |
| 2008 (12th)     | Wii Fit Monster Hunter Портабл 2nd G                    | Fitness Акциони RPG                                  | Wii PlayStation Portable                                                     | Нинтендо EAD Capcom                    |
| 2009 (13th)     | Metal Gear Solid 4: Guns of the Patriots Mario Kart Wii | Шуњање Тркање                                        | PlayStation 3 Wii                                                            | Kojima Productions Нинтендо EAD        |
| 2010 (14th)     | New Super Mario Bros. Wii                               | Платформа                                            | Wii                                                                          | Нинтендо EAD                           |
| 2011 (15th)     | Monster Hunter Портабл 3rd                              | Акциона игра-улога                                   | PlayStation Portable, PlayStation 3                                          | Capcom                                 |
| 2012 (16th)     | Gravity Rush                                            | Платформа                                            | PlayStation Vita                                                             | Project Siren                          |

### NAVGTR Награде
NAVGTR Награде предаје National Academy of Video Game Trade Reviewers.
| Година | Игра                                | Жанрт              | Платформа(е)                           | Развојни тим(ови) |
| ------ | ----------------------------------- | ------------------ | -------------------------------------- | ----------------- |
| 2003   | Prince of Persia: The Sands of Time | Платформа-Авантура | PlayStation 2, GameCube, Xbox, Windows | Ubisoft Montreal  |
| 2005   | Shadow of the Colossus              | Акциона-авантура   | PlayStation 2                          | Team Ico          |
| 2006   | Ōkami                               | Акциона-авантура   | PlayStation 2                          | Clover Studio     |
| 2012   | Journey                             | Авантура           | PlayStation 3                          | Thatgamecompany   |

### SXSW Гејминг награде
Победници SXSW Гејминг награда, који је почео 2014-е, су програшени од стране SXSW Гејминг саветодавног одбора, који се састоји од 40 индустријских експерата који су добро упознати са индустријом.
| Година | Игра                    | Жанр             | Платформа(е)                                              | Развојни тим(ови) |
| ------ | ----------------------- | ---------------- | --------------------------------------------------------- | ----------------- |
| 2013   | The Last of Us          | Акциона-авантура | PlayStation 3                                             | Naughty Dog       |
| 2014   | Dragon Age: Inquisition | Акциони RPG      | Windows, PlayStation 3, PlayStation 4, Xbox 360, Xbox One | BioWare           |

### Spike Video Game Награде / The Game Награде
Победници Spike Video Game Награда, којој је домаћин Spike између 2003 и 2013, наградили су Игру године користећи саветодавно веће које садржи преко 20 новинара из локалних медиа. Наслов шоуа је промењено на VGX 2013-е пре него што је Spike TV предао шоу у потпуности. Замењен је са The Game Awards у 2014-ој.
| Година | Игра                           | Жанр                                      | Платформа(е)                                                          | Развојни тим(ови)     |
| ------ | ------------------------------ | ----------------------------------------- | --------------------------------------------------------------------- | --------------------- |
| 2003   | Madden NFL 2004                | Спортска игра                             | PlayStation , PlayStation 2, Xbox, Windows, GameCube Гејм Бој Advance | EA Tiburon            |
| 2004   | Grand Theft Auto: San Andreas  | Отворени свет (Треће лице) Пуцачина       | PlayStation 2, Windows, Xbox                                          | Rockstar North        |
| 2005   | Resident Evil 4                | Хорор преживљавања: (Треће лице) Пуцачина | GameCube, PlayStation 2, Windows, Wii                                 | Capcom                |
| 2006   | The Elder Scrolls IV: Oblivion | Акциони RPG                               | PlayStation 3, Windows, Xbox 360, Mobile phone                        | Bethesda Game Studios |
| 2007   | BioShock                       | Пуцачина                                  | Windows, Xbox 360, Mac OS X, PlayStation 3                            | Irrational Games      |
| 2008   | Grand Theft Auto IV            | Отворени свет, Акција                     | Windows, PlayStation 3, Xbox 360                                      | Rockstar North        |
| 2009   | Uncharted 2: Among Thieves     | Пуцачка игра из трећег лица               | PlayStation 3                                                         | Naughty Dog           |
| 2010   | Red Dead Redemption            | Отворени свет, (Треће лице) Пуцачина      | Xbox 360, PlayStation 3                                               | Rockstar San Diego    |
| 2011   | The Elder Scrolls V: Skyrim    | Акциони RPG                               | Xbox 360, PlayStation 3, Windows                                      | Bethesda Game Studios |
| 2012   | The Walking Dead: The Game     | Обележи и кликни игре авантуре            | Xbox 360, PlayStation 3, Windows, OS X, iOS                           | Telltale Games        |
| 2013   | Grand Theft Auto V             | Отворени свет, Акција                     | PlayStation 3, Xbox 360                                               | Rockstar North        |
| 2014   | Dragon Age: Inquisition        | Акциони RPG                               | Windows, PlayStation 3, Xbox 360, PlayStation 4, Xbox One             | BioWare               |
| 2015   | The Witcher 3: Wild Hunt       | Акциони RPG                               | Windows, PlayStation 4, Xbox One                                      | CD Projekt RED        |

### VSDA Награде
Video Software Dealers Association-ове VSDA награде за кућн забаву предају награде за најбољу видео игру године, које су уписане овде.
| Година | Игра                                      | Жанр                             | Платформа                               | Издавач               |
| ------ | ----------------------------------------- | -------------------------------- | --------------------------------------- | --------------------- |
| 1983   | Pac-Man                                   | Лавиринт                         | Аркада, Atari 2600                      | Namco, Atari          |
| 1994   | NBA Jam                                   | Спортови                         | Аркада, Super NES, Genesis / Mega Drive | Acclaim Entertainment |
| 1995   | Donkey Kong Country                       | (Скроловање са стране) Платформа | Super NES                               | Нинтендо              |
| 1996   | Donkey Kong Country 2: Diddy's Kong Quest | (Скроловање са стране) Платформа | Super NES                               | Нинтендо              |
| 1998   | GoldenEye 007                             | (Прво-Лице) Пуцачина             | Нинтендо 64                             | Нинтендо              |
| 1999   | The Legend of Zelda: Ocarina of Time      | Акциона-авантура                 | Нинтендо 64                             | Нинтендо              |
| 2000   | Pokémon Stadium                           | Стратегија                       | Нинтендо 64                             | Нинтендо              |
| 2001   | Tony Hawk's Pro Skater 2                  | Спортови                         | PlayStation                             | Activision            |

## Специфичне објаве видео игара

### Crash
Почевши од 1984, ZX Spectrum магазин Crash је објавио годишњи чланак награда читача, базираних на гласовима.
| Година | Игра                       | Жанр               | Развојни тим       |
| ------ | -------------------------- | ------------------ | ------------------ |
| 1984   | Daley Thompson's Decathlon | Спортови           | Ocean Software     |
| 1985   | Elite                      | Симулација свемира | Acornsoft          |
| 1986   | Starglider                 | Симулација свемира | Argonaut Games     |
| 1987   | Driller                    | Пузла              | Incentive Software |
| 1989   | Batman – The Movie         | Платформа          | Ocean Software     |
| 1990   | Robocop 2                  | Платформа          | Data East          |

### Edge
Победници Edge Игре године коју бирају Edge уредници.
| Година | Игра                                 | Жанр                                      | Платформа(е)                                 | Развојни тим(ови)           |
| ------ | ------------------------------------ | ----------------------------------------- | -------------------------------------------- | --------------------------- |
| 1998   | The Legend of Zelda: Ocarina of Time | Акциона-авантура                          | Нинтендо 64                                  | Нинтендо EAD                |
| 2003   | Metroid Prime                        | (Прво-Лице) Акциона-авантура              | Нинтендо GameCube                            | Retro Studios, Нинтендо     |
| 2004   | Half-Life 2                          | (Прво-Лице) Пуцачина                      | Windows, GNU/Линукс, Mac                     | Valve Corporation           |
| 2005   | Resident Evil 4                      | Хорор преживљавања: (Треће лице) Пуцачина | GameCube, PlayStation 2                      | Capcom Production Studio 4  |
| 2006   | Final Fantasy XII                    | Игра играња улога                         | PlayStation 2                                | Square Enix                 |
| 2007   | Super Mario Galaxy                   | Платформа                                 | Wii                                          | Нинтендо EAD Tokyo          |
| 2008   | Grand Theft Auto IV                  | Акциона-авантура                          | PlayStation 3, Xbox 360                      | Rockstar Games              |
| 2009   | Borderlands                          | Акциони RPG, FPS                          | PlayStation 3, Windows, Xbox 360, GNU/Линукс | Gearbox Software            |
| 2010   | Super Mario Galaxy 2                 | Платформа                                 | Wii                                          | Нинтендо EAD Tokyo          |
| 2011   | The Legend of Zelda: Skyward Sword   | Акциона-авантура: Отворени свет           | Wii                                          | Нинтендо EAD, Monolith Soft |
| 2012   | Dishonored                           | (Прво-Лице) Акциона-авантура              | Windows, Xbox 360                            | Arkane Studios              |
| 2013   | Grand Theft Auto V                   | Акциона авантура                          | PlayStation 3, Xbox 360                      | Rockstar Games              |
| 2014   | Bayonetta 2                          | Акциона-авантура                          | Wii U                                        | Platinum Games              |

### Electronic Games
Заједно са наградама Аркада коју су прогласили Electronic Games магазин сваке године, такође садржи и регуларну анкету читача за најпопуларније игре међу читачима сваког проблема, од Маја 1982-ге до Јануара 1985-е. Игре које су на врховима ових анкета сваке Године су овде уписане .
| Година | Аркада        | Конзола                     | Рачунар      |
| ------ | ------------- | --------------------------- | ------------ |
| 1982   | Pac-Man       | Pac-Man                     | Star Raiders |
| 1983   | Pole Position | Donkey Kong Donkey Kong Jr. | Star Raiders |
| 1984   | Dragon's Lair | Donkey Kong Jr. Pitfall II  | Zork I       |
| 1985   | Star Wars     | Pitfall II                  | Miner 2049er |

### Electronic Gaming Monthly
Победници Electronic Gaming Monthly Игре године бирају уредници магазина.
| Година | Игра                                 | Жанр                                    | Платформа(е)                                             | Развојни тим(ови) |
| ------ | ------------------------------------ | --------------------------------------- | -------------------------------------------------------- | ----------------- |
| 1988   | Double Dragon                        | (Скроловање са стране) Пребиј их        | NES                                                      | American Technos  |
| 1989   | Ghouls'n Ghosts                      | (Скроловање са стране) Акција-Платформа | Аркада, Mega Drive/Genesis                               | Capcom            |
| 1990   | Strider                              | (Скроловање са стране) Акција-Платформа | Mega Drive/Genesis                                       | Capcom            |
| 1991   | Sonic the Hedgehog                   | (Скроловање са стране) Акција-Платформа | Mega Drive/Genesis                                       | Сега              |
| 1992   | Street Fighter II                    | Туча                                    | Аркада, Super Нинтендо                                   | Capcom            |
| 1993   | Samurai Shodown                      | Туча                                    | Neo-Geo MVS                                              | SNK               |
| 1996   | Super Mario 64                       | Акција-Платформа                        | Нинтендо 64                                              | Нинтендо          |
| 1998   | The Legend of Zelda: Ocarina of Time | Акциона-авантура / Акциони RPG          | Нинтендо 64                                              | Нинтендо          |
| 1999   | Soul Calibur                         | Туча                                    | Сега Dreamcast                                           | Namco             |
| 2002   | Metroid Prime                        | (Прво-Лице) Акциона-авантура            | Нинтендо GameCube                                        | Нинтендо          |
| 2003   | Prince of Persia: Sands of Time      | Platform-Авантура                       | PlayStation 2, Xbox, GameCube, Гејм Бој Advance, Windows | Ubisoft Montreal  |
| 2014   | Dragon Age: Inquisition              | Акциони RPG                             | Win, PlayStation 3, PlayStation 4, Xbox 360, Xbox One    | BioWare           |

#### Избор читаоца
Као додатак њиховим наградама избора уредника, Electronic Gaming Monthly је такође додао Награде избора читаоца које гласају читаоци магазина.
| Година | Игра                                 | Жанр                           | Платформа(е)                                                            | Развојни тим(ови)       |
| ------ | ------------------------------------ | ------------------------------ | ----------------------------------------------------------------------- | ----------------------- |
| 1996   | Super Mario 64                       | Акција-Платформа               | Нинтендо 64                                                             | Нинтендо                |
| 1997   | Final Fantasy VII                    | Игра играња улога              | PlayStation , Windows, PlayStation Network                              | Squaresoft              |
| 1998   | The Legend of Zelda: Ocarina of Time | Акциона-авантура / Акциони RPG | Нинтендо 64, GameCube, iQue Player, Virtual Конзола, Нинтендо 3DS       | Нинтендо EAD            |
| 1999   | Final Fantasy VIII                   | Игра играња улога              | PlayStation                                                             | Squaresoft              |
| 2002   | Metroid Prime                        | (Прво-Лице) Акциона-авантура   | GameCube, Wii                                                           | Retro Studios, Нинтендо |
| 2003   | Prince of Persia: Sands of Time      | Платформа-Авантура             | PlayStation 2, Xbox, GameCube, Гејм Бој Advance, Windows, PlayStation 3 | Ubisoft Montreal        |

### GameFanGolden Megawards
Победнике GameFan's Golden Megawards бирају уредници .
| Година | Игра(е)                                                                                            | Платформа(е)                   |
| ------ | -------------------------------------------------------------------------------------------------- | ------------------------------ |
| 1992   | Skid - Wonderdog Brody - Cybernator Tom Slick - Streets of Rage 2 The Enquirer - Street Fighter II | Сега CD SNES Сега Genesis SNES |
| 1993   | Gunstar Heroes                                                                                     | Сега Genesis                   |
| 1994   | Domestic - Earthworm Jim Import - Clockwork Knight                                                 | Сега Genesis Сега Сатурн       |
| 1995   | Yoshi's Island                                                                                     | SNES                           |
| 1996   | Domestic - Tomb Raider Import - Enemy Zero Coin-Op - Virtua Fighter 3                              | PlayStation Сега Сатурн Аркада |

### Game Informer
Победнике Game Informer Игре године бирају Game Informer уредници. Током првих година објава они би давали награде за најбољу игру која је доступна на свакој конзоли у то време, обично давајући награду целокупно најбољој игри године.
| Година | Игра                                   | Жанр                                      | Платформа(е)                                                   | Развојни тим(ови)                   |
| ------ | -------------------------------------- | ----------------------------------------- | -------------------------------------------------------------- | ----------------------------------- |
| 1992   | Street Fighter II                      | Туча                                      | Аркада, Super Нинтендо                                         | Capcom                              |
| 1993   | Mortal Kombat                          | Туча                                      | Аркада, Super Нинтендо, Сега Genesis                           | Midway Games, Acclaim Entertainment |
| 1996   | Super Mario 64                         | 3D Платформа                              | Нинтендо 64                                                    | Нинтендо                            |
| 1997   | Final Fantasy VII                      | Игра играња улога                         | PlayStation , PlayStation Network, Windows                     | Squaresoft                          |
| 1998   | The Legend of Zelda: Ocarina of Time   | Акциона-авантура                          | Нинтендо 64                                                    | Нинтендо EAD                        |
| 1999   | Super Smash Bros.                      | Туча                                      | Нинтендо 64                                                    | HAL Laboratory, Inc.                |
| 2000   | Tony Hawk's Pro Skater 2               | Extreme Спортови                          | Dreamcast, PlayStation , Windows                               | Neversoft                           |
| 2001   | Metal Gear Solid 2: Sons of Liberty    | Шуњање, Акциона-авантура                  | PlayStation 2, Xbox, Windows                                   | Konami                              |
| 2005   | Resident Evil 4                        | Хорор преживљавања: (Треће лице) Пуцачина | GameCube, PlayStation 2, Windows, Wii, PlayStation 3, Xbox 360 | Capcom                              |
| 2006   | The Legend of Zelda: Twilight Princess | Акциона-авантура                          | Wii, GameCube                                                  | Нинтендо                            |
| 2007   | BioShock                               | Пуцачина                                  | Windows, Xbox 360, Mac OS X, PlayStation 3                     | 2K Boston/2K Australia              |
| 2008   | Grand Theft Auto IV                    | Отворени свет, Акција                     | Windows, PlayStation 3, Xbox 360                               | Rockstar North                      |
| 2009   | Uncharted 2: Among Thieves             | Пуцачка игра из трећег лица               | PlayStation 3                                                  | Naughty Dog                         |
| 2010   | Red Dead Redemption                    | Отворени свет: (Треће лице) Пуцачина      | Xbox 360, PlayStation 3                                        | Rockstar Games                      |
| 2011   | The Elder Scrolls V: Skyrim            | Отворени свет: RPG                        | Xbox 360, PlayStation 3, Windows                               | Bethesda Game Studios               |
| 2012   | Mass Effect 3                          | Пуцачина: RPG                             | Xbox 360, PlayStation 3, Windows, Wii U                        | BioWare                             |
| 2013   | The Last of Us                         | Акциона-авантура игра                     | PlayStation 3, PlayStation 4                                   | Naughty Dog                         |
| 2014   | Dragon Age: Inquisition                | Акциони RPG                               | Windows, PlayStation 3, PlayStation 4, Xbox 360, Xbox One      | BioWare                             |

### GamePro
Победнике GamePro Игре године бирају GamePro уредници. 1990s-тих, победници су бирани из 1993 до 1995, и од стране читалаца за 1991, 1992, 1996, 1997 и 1998. Још од 2011, победници GamePro Игре године су изабрани од стране GamePro TV.
| Година | Аркада | Конзола | Ручно                                                  |
| ------ | --- | --- | ------------------------------------------------------ |
| 1991   | Sonic the Hedgehog (Genesis)                                                                                   | Sonic the Hedgehog (Genesis)                                                                                   | Mega Man (Гејм Бој)                                    |
| 1992   | 16-bit: Street Fighter II (SNES) 8-bit: Teenage Mutant Ninja Turtles: Turtles in Time (NES)                    | 16-bit: Street Fighter II (SNES) 8-bit: Teenage Mutant Ninja Turtles: Turtles in Time (NES)                    | Sonic the Hedgehog (Game Gear)                         |
| 1993   | CD: Sonic the Hedgehog CD Сега Genesis: Disney's Aladdin SNES: Super Empire Strikes Back NES: Kirby's Авантура | CD: Sonic the Hedgehog CD Сега Genesis: Disney's Aladdin SNES: Super Empire Strikes Back NES: Kirby's Авантура | Mortal Kombat (Game Gear)                              |
| 1995   | Аркада: Tekken 2 Neo Geo: World Heroes Perfect                                                                 | Saturn: Virtua Fighter 2 PlayStation : Doom                                                                    | Virtual Boy: Mario's Tennis Гејм Бој: Donkey Kong Land |

| Година | Игра                                                       | Жанр                                             | Платформа(е)                                  | Развојни тим(ови)            |
| ------ | ---------------------------------------------------------- | ------------------------------------------------ | --------------------------------------------- | ---------------------------- |
| 1996   | Аркада: Tekken 2 Конзола: Super Mario 64 PC: Duke Nukem 3D | Туча (Треће лице) Платформа (Прво-Лице) Пуцачина | Аркада, PlayStation Нинтендо 64 PC            | Namco Нинтендо EAD 3D Realms |
| 1997   | Final Fantasy VII                                          | Игра играња улога                                | PlayStation                                   | Squaresoft                   |
| 1998   | The Legend of Zelda: Ocarina of Time                       | Акциона-авантура                                 | Нинтендо 64                                   | Нинтендо EAD                 |
| 2005   | Resident Evil 4                                            | Хорор преживљавања: (Треће лице) Пуцачина        | GameCube, PlayStation 2                       | Capcom                       |
| 2006   | Gears of War                                               | (Треће лице) Пуцачина                            | Xbox 360                                      | Epic Games                   |
| 2007   | Call of Duty 4: Modern Warfare                             | (Прво-Лице) Пуцачина                             | PlayStation 3, Xbox 360, Нинтендо DS, Windows | Infinity Ward                |
| 2008   | LittleBigPlanet                                            | Пузла Платформа                                  | PlayStation 3                                 | Media Molecule               |
| 2009   | Assassin's Creed II                                        | Треће лице Акциона-авантура                      | Windows, PlayStation 3, Xbox 360              | Ubisoft Montreal             |
| 2011   | The Elder Scrolls V: Skyrim                                | (Акција) RPG: Отворени свет                      | Xbox 360, PlayStation 3, Windows              | Bethesda Game Studios        |
| 2012   | Assassin's Creed III                                       | (Треће лице) Акциона-авантура                    | Windows, PlayStation 3, Xbox 360              | Ubisoft Montreal             |
| 2013   | Grand Theft Auto V                                         | (Треће лице) Акциона-авантура                    | PlayStation 3, Xbox 360, Windows              | Rockstar North               |

### GamesTM
Наслов који је изабрао GamesTM као најбољу игру године.
| Година | Игра                                | Жанр                                      | Платформа(е)                                         | Развојни тим(ови) |
| ------ | ----------------------------------- | ----------------------------------------- | ---------------------------------------------------- | ----------------- |
| 2003   | The Legend of Zelda: The Wind Waker | Акциона-авантура: Отворени свет           | Нинтендо GameCube                                    | Нинтендо EAD      |
| 2009   | Demon's Souls                       | Акциони RPG: Hack & Slash                 | PlayStation 3                                        | FromSoftware      |
| 2010   | Super Mario Galaxy 2                | Платформа                                 | Wii                                                  | Нинтендо EAD      |
| 2011   | Dead Space 2                        | Хорор преживљавања: (Треће лице) Пуцачина | Windows, PlayStation 3, Xbox 360                     | Visceral Games    |
| 2012   | Borderlands 2                       | Пуцачка игра из првог лица                | Линукс, Xbox 360, Windows, PlayStation 3, GNU/Линукс | Gearbox Software  |
| 2013   | Grand Theft Auto V                  | (Треће лице) Акциона-авантура             | PlayStation 3, Xbox 360                              | Rockstar North    |

### Oh!X
Јапански PC игра магазин Oh!X је био активан од 1982 до 1995. Награде игре године су дате следећим играма.
| Година | Игра                            | Жанр                                                          | Платформа(е)                             | Развојни тим(ови)                      |
| ------ | ------------------------------- | ------------------------------------------------------------- | ---------------------------------------- | -------------------------------------- |
| 1986   | Wibarm                          | (Треће лице) Играње улога пуцачина                            | PC-88, PC-98, X1, MZ, FM-7, MS-DOS       | Arsys Software                         |
| 1987   | Reviver: The Real-Time Авантура | Авантура                                                      | PC-88, X1, MZ, MSX2                      | Arsys Software                         |
| 1988   | Star Cruiser                    | (Прво-Лице) Играње улога пуцачина, Симулација свемирског лета | PC-88, PC-98, X1, Mega Drive             | Arsys Software                         |
| 1989   | After Burner                    | Combat Flight Simulator, (Треће лице) Шина пуцачина           | Аркада, X68000, FM Towns, MSX            | Сега AM2                               |
| 1990   | Dungeon Master                  | Игра играња улога                                             | Atari ST, X68000, MSX, FM Towns, PC-9801 | FTL Games, Victor Interactive Software |
| 1991   | Parodius! From Myth to Laughter | (Скроловање са стране) Пуцачина                               | Аркада, X68000                           | Konami                                 |
| 1992   | Overtake                        | Тркање                                                        | X68000                                   | Zoom                                   |
| 1993   | Castlevania Chronicles          | (Скроловање са стране) Платформа                              | X68000                                   | Konami                                 |
| 1994   | Geograph Seal                   | (Прво-Лице) Пуцачина, Платформа                               | X68000                                   | Exact                                  |

### Omni
Игре изабране као најбоље од стране Omni магазина, који је био активан од 1978 до 1995.
| Година | Игра                                | Жанр               | Платформа(е)  | Развојни тим(ови)   |
| ------ | ----------------------------------- | ------------------ | ------------- | ------------------- |
| 1982   | Wizardry II: The Knight of Diamonds | Игра играња улога  | Apple II      | Sir-Tech            |
| 1983   | Pitfall!                            | Платформа          | Atari 2600    | Activision          |
| 1984   | Boulder Dash                        | Акција             | Atari 8-bit   | First Star Software |
| 1990   | Ys I & II                           | Акциона игра-улога | TurboGrafx-CD | Nihon Falcom        |

### Softalk
1981, Softalk је имао једне од првих читачких анкети на популарном home Рачунару софтверу, објављеном још 1980-е.
| Година | Игра          | Жанр      | Платформа(е) |
| ------ | ------------- | --------- | ------------ |
| 1980   | Super Invader | Упуцај их | Apple II     |

## Специфични сајтови за видео игре

### 1UP.com
Ажурирано: 2010., победнике 1UP Игре године бирају уредници. (2009-е, су такође открили њихове изборе при Reader’s Choice наградама). За Reader’s Choice, Читачке и гејмерске анкете GOTY Section below.
| Година | Игра                        | Жанр                                    | Платформа(е)                     | Развојни тим(ови)     |
| ------ | --------------------------- | --------------------------------------- | -------------------------------- | --------------------- |
| 2009   | Uncharted 2: Among Thieves  | Акциона-авантура: (Треће лице) Пуцачина | PlayStation 3                    | Naughty Dog           |
| 2010   | Red Dead Redemption         | Отворени свет: (Треће лице) Пуцачина    | PlayStation 3, Xbox 360          | Rockstar Games        |
| 2011   | The Elder Scrolls V: Skyrim | Отворени свет: RPG                      | Xbox 360, PlayStation 3, Windows | Bethesda Game Studios |
| 2012   | (Not chosen)                | -                                       | -                                | -                     |

#### Readers choice
In addition to the editor's picks, 1UP.com also hosts a poll for the Readers' GOTYs. Until 2010, this was considered their primary Game of the Year.
| Година | Игра                                     | Жанр                                                         | Платформа(е)                     | Развојни тим(ови)  |
| ------ | ---------------------------------------- | ------------------------------------------------------------ | -------------------------------- | ------------------ |
| 2004   | Grand Theft Auto: San Andreas            | Пешчана кутија Акциона-авантура: Пуцачка игра из трећег лица | PlayStation 2, Windows, Xbox     | Rockstar Games     |
| 2005   | Resident Evil 4                          | Хорор преживљавања: (Треће лице) Пуцачина                    | GameCube, PlayStation 2          | Capcom             |
| 2006   | Gears of War                             | Пуцачка игра из трећег лица                                  | Xbox 360                         | Epic Games         |
| 2007   | Halo 3                                   | Пуцачка игра из првог лица                                   | Xbox 360                         | Bungie             |
| 2008   | Metal Gear Solid 4: Guns of the Patriots | Шуњање Акција                                                | PlayStation 3                    | Kojima Productions |
| 2009   | Uncharted 2: Among Thieves               | Акциона-авантура: (Треће лице) Пуцачина                      | PlayStation 3                    | Naughty Dog        |
| 2010   | Call of Duty: Black Ops                  | (Прво-Лице) Пуцачина                                         | Windows, PlayStation 3, Xbox 360 | Treyarch           |

### Crispy Gamer
Победнике Crispy Gamer Игре године бирају Crispy Gamer Game Trust.
| Година | Игра                  | Жанр            | Платформа(е)                               | Развојни тим(ови)      |
| ------ | --------------------- | --------------- | ------------------------------------------ | ---------------------- |
| 2007   | BioShock              | Пуцачина        | Xbox 360, PlayStation 3, Windows, Mac OS X | 2K Boston/2K Australia |
| 2008   | Fallout 3             | Акциони RPG     | Xbox 360, PlayStation 3, Windows           | Bethesda Game Studios  |
| 2009   | Batman: Arkham Asylum | Акција/Авантура | Xbox 360, PlayStation 3, Windows           | Rocksteady Studios     |

### Eurogamer (UK)
Победнике Eurogamer (UK) Игре године бира Eurogamer (UK) editors.
| Година | Игра                        | Жанр                                              | Платформа(е)                                                 | Развојни тим(ови)               |
| ------ | --------------------------- | ------------------------------------------------- | ------------------------------------------------------------ | ------------------------------- |
| 1999   | Unreal Tournament           | Пуцачка игра из првог лица                        | Dreamcast, Линукс, Mac OS, Mac OS X, PlayStation 2, Windows  | Epic Games, Digital Extremes    |
| 2000   | Deus Ex                     | Акциони RPG                                       | PlayStation 2, Windows, MacOS                                | Ion Storm                       |
| 2001   | Grand Theft Auto III        | Акциона-авантура                                  | PlayStation 2, Xbox, Windows                                 | DMA Design                      |
| 2002   | Ico                         | Акциона-авантура                                  | PlayStation 2                                                | Team Ico                        |
| 2003   | Grand Theft Auto: Vice City | Акциона-авантура                                  | PlayStation 2, Xbox, Windows, MacOS                          | Rockstar North, Rockstar Vienna |
| 2004   | Half-Life 2                 | Пуцачка игра из првог лица                        | Windows, Mac OS X, Xbox, Xbox 360, PlayStation 3, GNU/Линукс | Valve Corporation               |
| 2005   | Psychonauts                 | Платформска игра                                  | Xbox, PlayStation 2, Windows                                 | Double Fine Productions         |
| 2006   | Guitar Hero                 | Музичка видео игра                                | PlayStation 2                                                | Harmonix Music Systems          |
| 2007   | Portal                      | Пузла, Пуцачка игра из првог лица, Научна фикција | Xbox 360, PlayStation 3, Windows, GNU/Линукс                 | Valve Corporation               |
| 2008   | LittleBigPlanet             | Пузла Платформа                                   | PlayStation 3                                                | Media Molecule                  |
| 2009   | Uncharted 2: Among Thieves  | Акциона-авантура, Пуцачка игра из трећег лица     | PlayStation 3                                                | Naughty Dog                     |
| 2010   | Mass Effect 2               | RPG                                               | Xbox 360, Windows, PlayStation 3                             | BioWare                         |
| 2011   | Portal 2                    | Пузла, Пуцачка игра из првог лица, Научна фикција | Xbox 360, PlayStation 3, Windows, Mac OS X, GNU/Линукс       | Valve Corporation               |
| 2012   | Fez                         | Пузла, Платформа                                  | Xbox 360, PlayStation 4                                      | Polytron Corporation            |
| 2013   | Super Mario 3D World        | Платформа                                         | Wii U                                                        | Нинтендо                        |
| 2014   | Mario Kart 8                | Тркање                                            | Wii U                                                        | Нинтендо                        |
| 2015   | Bloodborne                  | Акциони RPG                                       | PlayStation 4                                                | FromSoftware                    |

### GameFAQs
GameFAQs годишњу Награду године бирају њени читаоци .
| Година | Игра                                         | Жанр                                      | Платформа(е)                                      | Развојни тим(ови)                             |
| ------ | -------------------------------------------- | ----------------------------------------- | ------------------------------------------------- | --------------------------------------------- |
| 1999   | Final Fantasy VIII                           | Игра играња улога                         | PlayStation , Windows, PlayStation Network        | Square                                        |
| 2000   | Final Fantasy IX                             | Игра играња улога                         | PlayStation , PlayStation Network                 | Square                                        |
| 2001   | Final Fantasy X                              | Игра играња улога                         | PlayStation 2                                     | Square                                        |
| 2002   | Metroid Prime                                | (Прво-Лице) Акциона-авантура              | GameCube                                          | Retro Studios, Нинтендо                       |
| 2003   | The Legend of Zelda: Wind Waker              | Акциона-авантура                          | GameCube                                          | Нинтендо EAD Software Development Group No. 3 |
| 2004   | Grand Theft Auto: San Andreas                | Отворени свет Акција                      | PlayStation 2, Macintosh, Windows, Xbox, Xbox 360 | Rockstar North                                |
| 2005   | Resident Evil 4                              | Хорор преживљавања: (Треће лице) Пуцачина | GameCube, PlayStation 2                           | Capcom Production Studio 4                    |
| 2006   | The Legend of Zelda: Twilight Princess       | Акциона-авантура                          | Wii, GameCube                                     | Нинтендо EAD Software Development Group No. 3 |
| 2007   | Super Mario Galaxy                           | Платформа                                 | Wii                                               | Нинтендо EAD Tokyo Development Group          |
| 2008   | Super Smash Bros. Brawl                      | Туча                                      | Wii                                               | HAL Laboratory, Inc                           |
| 2009   | Call of Duty: Modern Warfare 2               | (Прво-Лице) Пуцачина                      | PlayStation 3, Windows, Xbox 360                  | Infinity Ward                                 |
| 2010   | Mass Effect 2                                | Акциони RPG: (Треће лице) Пуцачина        | Xbox 360, Windows, PlayStation 3                  | BioWare                                       |
| 2011   | The Elder Scrolls V: Skyrim                  | Акциони RPG: Отворени свет                | Xbox 360, Windows, PlayStation 3                  | Bethesda Game Studios                         |
| 2012   | Borderlands 2                                | Акциони RPG: (Пуцачка игра из првог лица) | Xbox 360, Windows, PlayStation 3                  | Gearbox Software                              |
| 2013   | The Legend of Zelda: A Link Between Worlds   | Акциона-авантура                          | Нинтендо 3DS                                      | Нинтендо EAD Software Development Group No. 3 |
| 2014   | Super Smash Bros. for Нинтендо 3DS and Wii U | Туча                                      | Нинтендо 3DS, Wii U                               | Sora Ltd., Namco Bandai Games                 |

### Gamasutra
Победнике Gamasutra Игре године бирају Gamasutra уредници. 2012-е, уредници су дали топ 10 листу и 2013-е топ 5 листу.
| Година | Игра                | Жанр                                              | Платформа(е)                                           | Развојни тим(ови)        |
| ------ | ------------------- | ------------------------------------------------- | ------------------------------------------------------ | ------------------------ |
| 2006   | Wii Спортови        | Спортска игра                                     | Wii                                                    | Нинтендо EAD             |
| 2007   | Portal              | Пузла, Пуцачка игра из првог лица, Научна фикција | Xbox 360, PlayStation 3, Windows, GNU/Линукс           | Valve Corporation        |
| 2008   | Fallout 3           | RPG                                               | PlayStation 3, Windows, Xbox 360                       | Bethesda Game Studios    |
| 2009   | Dragon Age: Origins | Игра играња улога                                 | Xbox 360, PlayStation 3, Windows, Mac OS X             | BioWare, Edge of Reality |
| 2010   | Red Dead Redemption | Акциона авантура                                  | PlayStation 3, Xbox 360                                | Rockstar Games           |
| 2011   | Portal 2            | Пузла                                             | Xbox 360, PlayStation 3, Windows, Mac OS X, GNU/Линукс | Valve Corporation        |

### GameRankings
GameRankings рангира игре угледајући се на просечан скор у односу на више извора. Највиши за сваку годину су:
| Година | Игра                                    | Жанр                                      | Платформа(е)                                                                    | Развојни тим(ови)                             |
| ------ | --------------------------------------- | ----------------------------------------- | ------------------------------------------------------------------------------- | --------------------------------------------- |
| 1988   | Phantasy Star                           | Игра играња улога                         | Сега Mega Drive / Genesis, Virtual Конзола, Xbox Live Аркада, iOS               | Сега                                          |
| 1989   | Tetris                                  | Пузла                                     | Гејм Бој                                                                        | Bullet Proof Software                         |
| 1990   | Gargoyle's Quest                        | Платформа                                 | Гејм Бој                                                                        | Capcom                                        |
| 1991   | Super Mario World                       | (Скроловање са стране) Платформа          | Super Нинтендо Entertainment System, Гејм Бој Advance,                          | Нинтендо EAD                                  |
| 1992   | The Legend of Zelda: A Link to the Past | Акциона-авантура                          | Super NES, Virtual Конзола                                                      | Нинтендо EAD                                  |
| 1993   | The Legend of Zelda: Link's Awakening   | Акциона-авантура                          | Гејм Бој, Гејм Бој Color                                                        | Нинтендо EAD                                  |
| 1994   | Super Metroid                           | Акциона-авантура                          | Super NES, Virtual Конзола                                                      | Нинтендо EAD                                  |
| 1995   | Chrono Trigger                          | Игра играња улога                         | Super NES, PlayStation , Нинтендо DS, Virtual Конзола, PlayStation Network, iOS | Squaresoft                                    |
| 1996   | Super Mario 64                          | Платформа: Отворени свет                  | Нинтендо 64, iQue Player, Нинтендо DS, Virtual Конзола                          | Нинтендо EAD                                  |
| 1997   | GoldenEye 007                           | (Прво-Лице) Пуцачина                      | Нинтендо 64                                                                     | Rare, Нинтендо                                |
| 1998   | The Legend of Zelda: Ocarina of Time    | Акциона-авантура: Отворени свет           | Нинтендо 64, Нинтендо GameCube, iQue Player, Virtual Конзола, Нинтендо 3DS      | Нинтендо EAD                                  |
| 1999   | Soulcalibur                             | Туча: Hack и Slash                        | Dreamcast, Namco System 12, iOS, Xbox Live Аркада                               | Namco                                         |
| 2000   | Metal Gear Solid                        | Шуњање: Акциона-авантура                  | Гејм Бој Color                                                                  | Tose                                          |
| 2001   | Halo: Combat Evolved                    | (Прво-Лице) Пуцачина                      | Xbox, Windows                                                                   | Bungie Studios                                |
| 2002   | Metroid Prime                           | (Прво-Лице) Акциона-авантура              | GameCube                                                                        | Retro Studios, Нинтендо                       |
| 2003   | The Legend of Zelda: The Wind Waker†    | Акциона-авантура                          | GameCube                                                                        | Нинтендо EAD Software Development Group No. 3 |
| 2004   | Half-Life 2                             | (Прво-Лице) Пуцачина                      | Windows, Xbox 360, Xbox, PlayStation 3, GNU/Линукс                              | Valve Corporation                             |
| 2005   | Resident Evil 4                         | Хорор преживљавања: (Треће лице) Пуцачина | GameCube, PlayStation 2, Windows, Wii                                           | Capcom                                        |
| 2006   | The Legend of Zelda: Twilight Princess  | Акциона-авантура                          | Wii, Нинтендо GameCube                                                          | Нинтендо EAD Software Development Group No. 3 |
| 2007   | Super Mario Galaxy                      | Платформа                                 | Wii                                                                             | Нинтендо EAD Tokyo Development Group          |
| 2008   | Grand Theft Auto IV                     | Отворени свет: (Треће лице) Пуцачина      | PlayStation 3, Windows, Xbox 360                                                | Rockstar North Ltd.                           |
| 2009   | Uncharted 2: Among Thieves              | Акциона-авантура: (Треће лице) Пуцачина   | PlayStation 3                                                                   | Naughty Dog                                   |
| 2010   | Super Mario Galaxy 2                    | Платформа                                 | Wii                                                                             | Нинтендо EAD Tokyo Development Group          |
| 2011   | Batman: Arkham City                     | Акциона-авантура: Свађа, Шуњање           | PlayStation 3, Xbox 360, Windows                                                | Rocksteady Studios                            |
| 2012   | Persona 4 Golden                        | Игра играња улога: Social Игра симулације | PlayStation Vita                                                                | Atlus                                         |
| 2013   | Grand Theft Auto V                      | Отворени свет: (Треће лице) Пуцачина      | PlayStation 3, Xbox 360                                                         | Rockstar North Ltd.                           |
| 2014   | Super Smash Bros. for Wii U             | Туча                                      | Wii U                                                                           | Sora Ltd., Bandai Namco Games                 |

† Објава XBOX Grand Theft Auto Double Pack је успео мало боље од The Wind Waker али је био поновна објава и GTA3-ке и Vice City-ја, који су изашли 2001/2002.
- Пре 2001-е, GameRankings статистике су неједнаке, са неколико игара чији су прегледи исечени. Праг је померен на минимум 10 прегледа наслова објављених 1992-е и 2000-е, 8 прегледа за 1993-ћу, и 5 прегледа за наслове пре 1992-е.

### GamesRadar
GamesRadar одржава Platinium Chalice награде сваке године, као део тога, Игре године које бирају уредници су:
| Година | Игра                                   | Жанр                                              | Платформа(е)                                              | Развојни тим(ови)                             |
| ------ | -------------------------------------- | ------------------------------------------------- | --------------------------------------------------------- | --------------------------------------------- |
| 2006   | The Legend of Zelda: Twilight Princess | Акциона-авантура                                  | Wii, GameCube                                             | Нинтендо EAD Software Development Group No. 3 |
| 2007   | The Orange Box                         | Compilation, Пуцачка игра из првог лица, Пузла    | PlayStation 3, Windows, GNU/Линукс Xbox 360               | Valve Corporation                             |
| 2008   | Fallout 3                              | Отворени свет Акциони RPG                         | PlayStation 3, Windows, Xbox 360                          | Bethesda Game Studios                         |
| 2009   | Batman: Arkham Asylum                  | Акциона-авантура: Пребиј их, Шуњање               | PlayStation 3, Windows, Xbox 360                          | Rocksteady Studios                            |
| 2010   | Red Dead Redemption                    | Отворени свет Акциона-авантура                    | PlayStation 3, Xbox 360                                   | Rockstar San Diego, Rockstar North            |
| 2011   | Portal 2                               | Пузла, Пуцачка игра из првог лица, Научна фикција | Xbox 360, PlayStation 3, Windows, Mac OS X, GNU/Линукс    | Valve Corporation                             |
| 2012   | The Walking Dead                       | Interactive drama, Авантура                       | Xbox 360, PlayStation 3, Windows, OS X, iOS               | Telltale Games                                |
| 2013   | The Last of Us                         | Хорор преживљавања Акциона-авантура               | PlayStation 3, PlayStation 4                              | Naughty Dog                                   |
| 2014   | Destiny                                | Пуцачка игра из првог лица, Акциони RPG           | PlayStation 3, PlayStation 4, Xbox 360, Xbox One          | Bungie                                        |
| 2015   | Metal Gear Solid V: The Phantom Pain   | Отворени свет Шуњање Акциона-авантура             | PlayStation 3, PlayStation 4, Xbox 360, Xbox One, Windows | Kojima Productions                            |

### Game Revolution
Победник Game Revolution Community Choice Игре године награде, али 2013-е уредници су бирали Игру године.
| Година | Игра                                 | Жанр                               | Платформа(е)                                          | Развојни тим(ови)  |
| ------ | ------------------------------------ | ---------------------------------- | ----------------------------------------------------- | ------------------ |
| 2011   | Dark Souls                           | (Акција) Игра играња улога         | PlayStation 3, Xbox 360, Windows                      | FromSoftware       |
| 2013   | The Last of Us                       | Акциона-авантура игра              | PlayStation 3, PlayStation 4                          | Naughty Dog        |
| 2014   | Dragon Age: Inquisition              | Акциони RPG                        | Win, PlayStation 3, PlayStation 4, Xbox 360, Xbox One | BioWare            |
| 2015   | Metal Gear Solid V: The Phantom Pain | Акциона-авантура игра, Игра шуњања | Win, PlayStation 3, PlayStation 4, Xbox 360, Xbox One | Kojima Productions |

### GameSpot
Победнике GameSpot Игре године бирају GameSpot уредници.
| Година | Игра                                                               | Жанр                                      | Платформа(е)                                              | Развојни тим(ови)               |
| ------ | ------------------------------------------------------------------ | ----------------------------------------- | --------------------------------------------------------- | ------------------------------- |
| 1996   | PC: Diablo                                                         | Акциони RPG: Hack и Slash                 | Windows, Mac OS                                           | Blizzard North                  |
| 1997   | PC: Total Annihilation                                             | Реална стратегија                         | Windows, Mac OS                                           | Cavedog Ent.                    |
| 1998   | Конзола: The Legend of Zelda: Ocarina of Time PC: Grim Fandango    | Акциона-авантура Авантура                 | Нинтендо 64 Windows                                       | Нинтендо EAD LucasArts          |
| 1999   | Конзола: SoulCalibur PC: EverQuest                                 | Fighter MMORPG                            | Dreamcast Windows                                         | Namco Sony Online Entertainment |
| 2000   | Конзола: Chrono Cross PC: The Sims                                 | RPG Игра симулације живота                | PlayStation Windows, MacOS                                | Square Co. Maxis                |
| 2001   | Конзола: Grand Theft Auto III PC: Serious Sam: The First Encounter | Отворени свет Акција (Прво-Лице) Пуцачина | PlayStation 2 Windows                                     | Rockstar North Croteam          |
| 2002   | Metroid Prime                                                      | (Прво-Лице) Акциона-авантура              | GameCube                                                  | Retro Studios, Нинтендо         |
| 2003   | The Legend of Zelda: The Wind Waker                                | Акциона-авантура                          | GameCube                                                  | Нинтендо                        |
| 2004   | World of Warcraft                                                  | MMORPG                                    | Windows, OS X                                             | Blizzard Entertainment          |
| 2005   | Resident Evil 4                                                    | Хорор преживљавања (Треће лице) Пуцачина  | GameCube, PlayStation 2, Wii, Windows                     | Capcom                          |
| 2006   | Gears of War                                                       | (Треће лице) Тактички Пуцачина            | Xbox 360, Windows                                         | Epic Games                      |
| 2007   | Super Mario Galaxy                                                 | Платформа                                 | Wii                                                       | Нинтендо                        |
| 2008   | Metal Gear Solid 4: Guns of the Patriots                           | Шуњање Акција                             | PlayStation 3                                             | Kojima Productions              |
| 2009   | Demon's Souls                                                      | Акциони RPG: Hack и Slash                 | PlayStation 3                                             | FromSoftware                    |
| 2010   | Red Dead Redemption                                                | Отворени свет (Треће лице) Пуцачина       | PlayStation 3, Xbox 360                                   | Rockstar Games                  |
| 2011   | The Elder Scrolls V: Skyrim                                        | Игра играња улога                         | Windows, PlayStation 3, Xbox 360                          | Bethesda Game Studios           |
| 2012   | Journey                                                            | Авантура                                  | PlayStation 3                                             | Thatgamecompany                 |
| 2013   | The Legend of Zelda: A Link Between Worlds                         | Акциона-авантура                          | Нинтендо 3DS                                              | Нинтендо                        |
| 2014   | Middle-earth: Shadow of Mordor                                     | Акциони RPG                               | Windows, PlayStation 3, PlayStation 4, Xbox 360, Xbox One | Monolith Productions            |
| 2015   | The Witcher 3: Wild Hunt                                           | Акциони RPG                               | Windows, PlayStation 4, Xbox One                          | CD Projekt                      |

#### Избор читалаца
Као додатак на бирање уредника, GameSpot такође одржава анкету за читаче GOTY-на.
| Година    | Конзола | Ручно                         | PC                               |
| --------- | --- | ----------------------------- | -------------------------------- |
| 2000      | Chrono Cross | Chrono Cross                  | Baldur's Gate II: Shadows of Amn |
| 2001 (US) | Grand Theft Auto III | Grand Theft Auto III          | Max Payne                        |
| 2001 (UK) | PlayStation : Final Fantasy IX Dreamcast: Shenmue II PlayStation 2: Grand Theft Auto III                                            | Mario Kart: Super Circuit     | Max Payne                        |
| 2002      | GameCube: Metroid Prime PlayStation 2: Grand Theft Auto: Vice City Xbox: Tom Clancy's Splinter Cell                                 | Metroid Fusion                | Warcraft III: Reign of Chaos     |
| 2003      | GameCube: The Legend of Zelda: The Wind Waker PlayStation 2: Prince of Persia: The Sands of Time Xbox: Grand Theft Auto Double Pack | Mario & Luigi: Superstar Saga | Call of Duty                     |

| Година | Игра                                     | Жанр                                      | Платформа(е)                                              | Развојни тим(ови)      |
| ------ | ---------------------------------------- | ----------------------------------------- | --------------------------------------------------------- | ---------------------- |
| 2004   | Halo 2                                   | (Прво-Лице) Пуцачина                      | Windows, Xbox                                             | Bungie                 |
| 2005   | Resident Evil 4                          | Хорор преживљавања: (Треће лице) Пуцачина | GameCube, PlayStation 2                                   | Capcom                 |
| 2006   | Gears of War                             | (Треће лице) Пуцачина                     | Xbox 360                                                  | Epic Games             |
| 2007   | Call of Duty 4: Modern Warfare           | Акција: (Прво-Лице) Пуцачина              | PlayStation 3, Xbox 360, Windows                          | Infinity Ward          |
| 2008   | Metal Gear Solid 4: Guns of the Patriots | Шуњање: (Треће лице) Пуцачина             | PlayStation 3                                             | Kojima Productions     |
| 2009   | Uncharted 2: Among Thieves               | Акциона-авантура: (Треће лице) Пуцачина   | PlayStation 3                                             | Naughty Dog            |
| 2010   | StarCraft II: Wings of Liberty           | (Real-Time) Стратегија                    | Windows                                                   | Blizzard Entertainment |
| 2011   | The Elder Scrolls V: Skyrim              | (Акција) Игра играња улога                | Windows, PlayStation 3, Xbox 360                          | Bethesda Game Studios  |
| 2012   | Far Cry 3                                | (Прво-Лице) Пуцачина                      | Windows, PlayStation 3, Xbox 360                          | Ubisoft Montreal       |
| 2013   | The Last of Us                           | Акциона-авантура игра                     | PlayStation 3, PlayStation 4                              | Naughty Dog            |
| 2014   | Dragon Age: Inquisition                  | Акциони RPG                               | Windows, PlayStation 3, PlayStation 4, Xbox 360, Xbox One | BioWare                |

### GameSpy
Победнике GameSpy Игре године бирају GameSpy уредници..
| Година | Игра                                   | Жанр                                                    | Платформа(е)                                                    | Развојни тим(ови)            |
| ------ | -------------------------------------- | ------------------------------------------------------- | --------------------------------------------------------------- | ---------------------------- |
| 1999   | Unreal Tournament                      | Пуцачка игра из првог лица                              | Dreamcast, GNU/Линукс, Mac OS, Mac OS X, PlayStation 2, Windows | Epic Games, Digital Extremes |
| 2000   | Deus Ex                                | Акциони RPG                                             | PlayStation 2, Windows, MacOS                                   | Ion Storm                    |
| 2001   | Grand Theft Auto III                   | Акција                                                  | PlayStation 2, Xbox, Windows                                    | DMA Design                   |
| 2002   | Metroid Prime                          | Авантура првог-лица                                     | GameCube                                                        | Retro Studios, Нинтендо      |
| 2003   | Star Wars: Knights of the Old Republic | RPG                                                     | Xbox, Windows                                                   | BioWare                      |
| 2004   | Halo 2                                 | Пуцачка игра из првог лица                              | Windows, Xbox                                                   | Bungie                       |
| 2005   | Civilization IV                        | Стратегија базирана на потезу, 4X                       | Windows, Mac OS X                                               | Firaxis Games                |
| 2006   | The Legend of Zelda: Twilight Princess | Акциона-авантура                                        | Wii, Нинтендо GameCube                                          | Нинтендо EAD                 |
| 2007   | Call of Duty 4: Modern Warfare         | Пуцачка игра из првог лица                              | PlayStation 3, Xbox 360, Windows                                | Infinity Ward                |
| 2008   | Fallout 3                              | Post-Apocalyptic, RPG                                   | PlayStation 3, Windows, Xbox 360                                | Bethesda Game Studios        |
| 2009   | Call of Duty: Modern Warfare 2         | Пуцачка игра из првог лица, Пуцачка игра из трећег лица | Windows, PlayStation 3, Xbox 360                                | Infinity Ward                |
| 2010   | Red Dead Redemption                    | Акциона авантура                                        | PlayStation 3, Xbox 360                                         | Rockstar Games               |
| 2011   | The Elder Scrolls V: Skyrim            | Отворени свет: RPG                                      | Xbox 360, PlayStation 3, Windows                                | Bethesda Game Studios        |
| 2012   | XCOM: Enemy Unknown                    | Стратегија базирана на потезу                           | Xbox 360, PlayStation 3, Windows                                | Firaxis Games                |

### GameTrailers
Победнике GameTrailers Игре године бирају GameTrailers уредници.
| Година | Игра                                   | Жанр                                          | Платформа(е)                          | Развојни тим(ови)                             |
| ------ | -------------------------------------- | --------------------------------------------- | ------------------------------------- | --------------------------------------------- |
| 2005   | Resident Evil 4                        | Хорор преживљавања: (Треће лице) Пуцачина     | GameCube, PlayStation 2, Windows, Wii | Capcom Production Studio 4                    |
| 2006   | The Legend of Zelda: Twilight Princess | Акциона-авантура                              | Wii, Нинтендо GameCube                | Нинтендо EAD Software Development Group No. 3 |
| 2007   | Super Mario Galaxy                     | Платформа                                     | Wii                                   | Нинтендо EAD Tokyo Development Group          |
| 2008   | Grand Theft Auto IV                    | Отворени свет Акциона-авантура                | Windows, PlayStation 3, Xbox 360      | Rockstar North Ltd.                           |
| 2009   | Call of Duty: Modern Warfare 2         | (Пуцачка игра из првог лица                   | Windows, PlayStation 3, Xbox 360      | Infinity Ward                                 |
| 2010   | Mass Effect 2                          | Акциони RPG: (Треће лице) Пуцачина            | Xbox 360, Windows, PlayStation 3      | BioWare                                       |
| 2011   | Uncharted 3: Drake's Deception         | Акциона-авантура, Пуцачка игра из трећег лица | PlayStation 3                         | Naughty Dog                                   |
| 2012   | XCOM: Enemy Unknown                    | Turn-Based Стратегија                         | Xbox 360, PlayStation 3, Windows      | Firaxis Games                                 |
| 2013   | The Last of Us                         | Акциона-авантура, Хорор преживљавања          | PlayStation 3, PlayStation 4          | Naughty Dog                                   |
| 2014   | Hearthstone: Heroes of Warcraft        | Онланјн игра скупљања карата                  | Windows, OS X, iPad, iPhone, Андроид  | Blizzard Entertainment                        |
| 2015   | Bloodborne                             | Акциони RPG                                   | PlayStation 4                         | FromSoftware                                  |

### Giant Bomb
Победнике Giant Bomb Игре године бирају Giant Bomb уредници.
| Година | Игра                           | Жанр                        | Платформа(е)                     | Развојни тим(ови)        |
| ------ | ------------------------------ | --------------------------- | -------------------------------- | ------------------------ |
| 2008   | Grand Theft Auto IV            | Отворени свет Акција        | Windows, PlayStation 3, Xbox 360 | Rockstar North           |
| 2009   | Uncharted 2: Among Thieves     | Пуцачка игра из трећег лица | PlayStation 3                    | Naughty Dog              |
| 2010   | Mass Effect 2                  | Игра играња улога           | Xbox 360, Windows, PlayStation 3 | BioWare                  |
| 2011   | The Elder Scrolls V: Skyrim    | Игра играња улога           | Windows, Xbox 360                | Bethesda Game Studios    |
| 2012   | XCOM: Enemy Unknown            | Turn-Based Стратегија       | Windows, Xbox 360, PlayStation 3 | Firaxis Games            |
| 2013   | The Last of Us                 | Пуцачка игра из трећег лица | PlayStation 3, PlayStation 4     | Naughty Dog              |
| 2014   | Middle-earth: Shadow of Mordor | Open-world                  | PlayStation 4, Xbox One, Windows | Monolith Productions     |
| 2015   | Super Mario Maker              | Платформа                   | Wii U                            | Нинтендо EAD Group No. 4 |

### IGN
IGN Игру године бирају сви уредници у IGN-у и открива се средином Јануара .
| Година | Конзола                                                         | Ручно                                                           | PC            |
| ------ | --------------------------------------------------------------- | --------------------------------------------------------------- | ------------- |
| 1998   | N64: The Legend of Zelda: Ocarina of Time PSX: Metal Gear Solid | N64: The Legend of Zelda: Ocarina of Time PSX: Metal Gear Solid | Baldur's Gate |
| 2000   | N64: The Legend of Zelda: Majora's Mask PSX: Chrono Cross       | Metal Gear Solid                                                | Deus Ex       |

| Година | Игра                                   | Жанр                                          | Платформа(е)                                              | Развојни тим(ови)                    |
| ------ | -------------------------------------- | --------------------------------------------- | --------------------------------------------------------- | ------------------------------------ |
| 2001   | Halo: Combat Evolved                   | Пуцачка игра из првог лица                    | Xbox, Windows                                             | Bungie Studios                       |
| 2002   | Battlefield 1942                       | Пуцачка игра из првог лица                    | Windows                                                   | Digital Illusions CE                 |
| 2003   | Star Wars: Knights of the Old Republic | Игра играња улога                             | Xbox, Windows                                             | BioWare                              |
| 2004   | Half-Life 2                            | Пуцачка игра из првог лица                    | Windows, Xbox 360, Xbox, PlayStation 3                    | Valve Corporation                    |
| 2005   | God of War                             | Акциона-авантура, hack и slash                | PlayStation 2                                             | SCE Studios Santa Monica             |
| 2006   | Ōkami                                  | Акциона-авантура                              | PlayStation 2, Wii                                        | Clover Studio                        |
| 2007   | Super Mario Galaxy                     | Платформа                                     | Wii                                                       | Нинтендо EAD Tokyo Development Group |
| 2008   | Fallout 3                              | Отворени свет Акциони RPG                     | Xbox 360, PlayStation 3, Windows                          | Bethesda Game Studios                |
| 2009   | Uncharted 2: Among Thieves             | Акциона-авантура, Пуцачка игра из трећег лица | PlayStation 3                                             | Naughty Dog                          |
| 2010   | Mass Effect 2                          | Акциони RPG, Пуцачка игра из трећег лица      | Xbox 360, PlayStation 3, Windows                          | BioWare                              |
| 2011   | Portal 2                               | Прво-Лице Пузла-платформа                     | Xbox 360, PlayStation 3, Windows, Mac OS X                | Valve Corporation                    |
| 2012   | Journey                                | Авантура                                      | PlayStation 3                                             | Thatgamecompany                      |
| 2013   | The Last of Us                         | Акциона-авантура, Хорор преживљавања          | PlayStation 3                                             | Naughty Dog                          |
| 2014   | Dragon Age: Inquisition                | Акциони RPG                                   | Xbox One, Xbox 360, PlayStation 4, PlayStation 3, Windows | BioWare                              |
| 2015   | The Witcher 3: Wild Hunt               | Отворени свет Акциони RPG                     | Xbox One, PlayStation 4, Windows                          | CD Projekt RED                       |

#### Избор читалаца
Као додатак за бирања уредника, IGN такође одржава анкету за читаоце GOTY-на. IGN, сматра се да је највећи светски гејминг сајт, је привукао 300.000 гласова за своје “Најбољи у 2011” награде избора читалаца.
| Година | Игра                                     | Жанр                                          | Платформа(е)                                              | Развојни тим(ови)                             |
| ------ | ---------------------------------------- | --------------------------------------------- | --------------------------------------------------------- | --------------------------------------------- |
| 2001   | Super Smash Bros. Melee                  | Туча                                          | GameCube                                                  | HAL Laboratory, Inc                           |
| 2002   | Metroid Prime                            | Прво-Лице Акциона-авантура                    | GameCube                                                  | Retro Studios, Нинтендо                       |
| 2003   | The Legend of Zelda: Wind Waker          | Акциона-авантура                              | GameCube                                                  | Нинтендо EAD Software Development Group No. 3 |
| 2004   | Halo 2                                   | Пуцачка игра из првог лица                    | Xbox                                                      | Bungie                                        |
| 2005   | Resident Evil 4                          | Хорор преживљавања, Пуцачина из трећег лица   | GameCube                                                  | Capcom Production Studio 4                    |
| 2006   | The Legend of Zelda: Twilight Princess   | Акциона-авантура                              | Wii, GameCube                                             | Нинтендо EAD Software Development Group No. 3 |
| 2007   | Super Mario Galaxy                       | Платформа                                     | Wii                                                       | Нинтендо EAD Tokyo Development Group          |
| 2008   | Metal Gear Solid 4: Guns of the Patriots | Акциона-авантура, Шуњање                      | PlayStation 3                                             | Kojima Productions                            |
| 2009   | Uncharted 2: Among Thieves               | Акциона-авантура, Пуцачка игра из трећег лица | PlayStation 3                                             | Naughty Dog                                   |
| 2010   | Mass Effect 2                            | Акциони RPG, Пуцачка игра из трећег лица      | Xbox 360, PlayStation 3, Windows                          | BioWare                                       |
| 2011   | The Legend of Zelda: Skyward Sword       | Акциона-авантура                              | Wii                                                       | Нинтендо EAD, Monolith Soft                   |
| 2012   | Borderlands 2                            | Акциони RPG, Пуцачка игра из првог лица       | Xbox 360, PlayStation 3, Windows                          | Gearbox Software                              |
| 2013   | The Last of Us                           | Акциона-авантура, Хорор преживљавања          | PlayStation 3                                             | Naughty Dog                                   |
| 2014   | Dragon Age: Inquisition                  | Акциони RPG                                   | Xbox One, Xbox 360, PlayStation 4, PlayStation 3, Windows | BioWare                                       |
| 2015   | The Witcher 3: Wild Hunt                 | Отворени свет Акциони RPG                     | PlayStation 4, Xbox One, Windows                          | CD Projekt RED                                |

### Joystiq
Победнике Joystiq Игре године бирају Joystiq уредници .
| Година | Игра                           | Жанр                        | Платформа(е)                                                        | Развојни тим(ови)     | Ref.    |
| ------ | ------------------------------ | --------------------------- | ------------------------------------------------------------------- | --------------------- | ------- |
| 2006   | Gears of War                   | Пуцачка игра из трећег лица | Xbox 360                                                            | Epic Games            | [ 244 ] |
| 2007   | Portal                         | Пузла-platform              | Microsoft Windows, PlayStation 3, Xbox 360                          | Valve Corporation     | [ 244 ] |
| 2008   | Fable II                       | Акциона игра-улога          | Xbox 360                                                            | Lionhead Studios      | [ 244 ] |
| 2009   | Uncharted 2: Among Thieves     | Пуцачка игра из трећег лица | PlayStation 3                                                       | Naughty Dog           | [ 245 ] |
| 2010   | Mass Effect 2                  | Акциона игра-улога          | Microsoft Windows, Xbox 360                                         | BioWare               | [ 246 ] |
| 2011   | The Elder Scrolls V: Skyrim    | Акциона игра-улога          | Microsoft Windows, PlayStation 3, Xbox 360                          | Bethesda Game Studios | [ 247 ] |
| 2012   | Journey                        | Авантура                    | PlayStation 3                                                       | Thatgamecompany       | [ 248 ] |
| 2013   | The Last of Us                 | Акциона-авантура            | PlayStation 3                                                       | Naughty Dog           | [ 249 ] |
| 2014   | Middle-earth: Shadow of Mordor | Акциона-авантура            | Microsoft Windows, PlayStation 3, PlayStation 4, Xbox 360, Xbox One | Monolith Productions  | [ 250 ] |

### Kotaku
Током година, Kotaku врши прераде на то како бира Игру године. Тренутно, укључује дебату која почиње са Kotaku уредницима који бирају четири најбоља кандидата за награду. Уредницима се онда даје време да играју све игре, и за сваког кандидата, прикладни уредник је изабран да да мишљење испред табле која ће такође дати питања . Резултати ових дебати се дају читаоцима, који даље такође имају шансе да дају своја мишљења. Како би се донела коначна одлука, особље Kotaku-а поново испитују њихове аргументе, и победник се одлучује гласовима уредника при крају Јануара.
| Година | Игра                       | Жанр                        | Платформа(е)                                       | Развојни тим(ови)  | Ref.    |
| ------ | -------------------------- | --------------------------- | -------------------------------------------------- | ------------------ | ------- |
| 2007   | Super Mario Galaxy         | Платформа                   | Wii                                                | Нинтендо EAD Tokyo | [ 252 ] |
| 2008   | Grand Theft Auto IV        | Акциона-авантура            | Microsoft Windows, PlayStation 3, Xbox 360         | Rockstar North     | [ 253 ] |
| 2009   | Uncharted 2: Among Thieves | Пуцачка игра из трећег лица | PlayStation 3                                      | Naughty Dog        | [ 254 ] |
| 2010   | Red Dead Redemption        | Акциона-авантура            | PlayStation 3, Xbox 360                            | Rockstar San Diego | [ 255 ] |
| 2011   | Portal 2                   | Пузла-платформа             | Mac OS, Microsoft Windows, PlayStation 3, Xbox 360 | Valve Corporation  | [ 256 ] |
| 2012   | XCOM: Enemy Unknown        | Turn-based tactics          | Microsoft Windows, PlayStation 3, Xbox 360         | Firaxis Games      | [ 257 ] |
| 2013   | The Last of Us             | Акциона-авантура            | PlayStation 3                                      | Naughty Dog        | [ 258 ] |

### Metacritic
Победнике Metacritic Игре године су одлучени највећим добијеним скором од просечних прегледа скорова од различитих извора. Сваке године, Matacritic највише званичне награде.
| Година | Игра                                   | Жанр                                      | Платформа(е)                                              | Развојни тим(ови)                    |
| ------ | -------------------------------------- | ----------------------------------------- | --------------------------------------------------------- | ------------------------------------ |
| 1996   | Super Mario 64                         | Платформа: Отворени свет                  | Нинтендо 64, iQue Player, Нинтендо DS, Virtual Конзола    | Нинтендо EAD                         |
| 1997   | GoldenEye 007                          | (Прво-Лице) Пуцачина                      | Нинтендо 64                                               | Rare, Нинтендо                       |
| 1998   | The Legend of Zelda: Ocarina of Time   | Акциона-авантура: Отворени свет           | Нинтендо 64                                               | Нинтендо EAD                         |
| 1999   | Soulcalibur                            | Туча: Hack и Slash                        | Dreamcast                                                 | Namco                                |
| 2000   | Perfect Dark                           | (Прво-Лице) Пуцачина                      | Нинтендо 64                                               | Rare, Нинтендо                       |
| 2001   | Grand Theft Auto III                   | Акциона-авантура: Отворени свет           | PlayStation 2, Windows, Xbox                              | DMA Design                           |
| 2002   | Metroid Prime                          | Акциона-авантура: (Прво-Лице) Пуцачина    | GameCube, Wii                                             | Retro Studios, Нинтендо              |
| 2003   | The Legend of Zelda: The Wind Waker    | Акциона-авантура: Отворени свет           | GameCube                                                  | Нинтендо EAD                         |
| 2004   | Half-Life 2                            | (Прво-Лице) Пуцачина                      | Windows, Xbox, Xbox 360, PlayStation 3                    | Valve                                |
| 2005   | Resident Evil 4                        | Хорор преживљавања: (Треће лице) Пуцачина | GameCube, PlayStation 2, Windows, Wii                     | Capcom                               |
| 2006   | The Legend of Zelda: Twilight Princess | Акциона-авантура                          | Wii, Нинтендо GameCube                                    | Нинтендо                             |
| 2007   | Super Mario Galaxy                     | Платформа                                 | Wii                                                       | Нинтендо                             |
| 2008   | Grand Theft Auto IV                    | Акциона-авантура: Отворени свет           | Windows, PlayStation 3, Xbox 360                          | Rockstar North                       |
| 2009   | Uncharted 2: Among Thieves             | Акциона-авантура: (Треће лице) Пуцачина   | PlayStation 3                                             | Naughty Dog                          |
| 2010   | Super Mario Galaxy 2                   | Платформа                                 | Wii                                                       | Нинтендо EAD Tokyo Development Group |
| 2011   | Batman: Arkham City                    | Акциона-авантура: Свађа, Шуњање           | PlayStation 3, Xbox 360, Windows                          | Rocksteady Studios                   |
| 2012   | The Walking Dead                       | Намести и кликни игра авантуре            | Xbox 360, PlayStation 3, Windows, OS X, iOS               | Telltale Games                       |
| 2013   | Grand Theft Auto V                     | Акциона-авантура: Отворени свет           | PlayStation 3, Xbox 360                                   | Rockstar North                       |
| 2014   | Super Smash Bros. for Wii U            | Туча                                      | Wii U                                                     | Sora Ltd., Bandai Namco Games        |
| 2015   | Metal Gear Solid V: The Phantom Pain   | Акциона-авантура: Шуњање                  | Windows, PlayStation 3, PlayStation 4, Xbox 360, Xbox One | Kojima Productions                   |

### Moby Games
Победници MobyGames Игре године се одлучују највишим просечним прегледима скорова из различитих извора.
| Година | Игра                                                     | Жанр                                        | Платформа(е)                                              | Развојни тим(ови)                                    |
| ------ | -------------------------------------------------------- | ------------------------------------------- | --------------------------------------------------------- | ---------------------------------------------------- |
| 1980   | Space Invaders                                           | Упуцај их                                   | Аркада, Atari 2600                                        | Taito                                                |
| 1981   | Yars' Revenge                                            | Акција                                      | Atari 2600                                                | Atari                                                |
| 1982   | Ms. Pac-Man                                              | Акција                                      | Аркада, Atari 2600/5200                                   | Namco                                                |
| 1983   | Frogger                                                  | Акција                                      | Аркада, Atari 2600/5200                                   | Konami                                               |
| 1984   | Bruce Lee                                                | Акција                                      | ZX Spectrum, Комодор 64, Apple II, Atari 8-Bit            | Datasoft                                             |
| 1985   | Marsport                                                 | Акциона-авантура                            | ZX Spectrum                                               | Gargoyle Games                                       |
| 1986   | Zoids                                                    | Акција                                      | ZX Spectrum, Комодор 64, Amstrad CPC                      | Electric Dreams Software                             |
| 1987   | Dungeon Master                                           | Игра играња улога                           | Atari ST                                                  | FTL Games                                            |
| 1988   | Super Mario Bros. 3                                      | Платформа                                   | Нинтендо Entertainment System                             | Нинтендо EAD                                         |
| 1989   | Tetris                                                   | Пузла                                       | Гејм Бој, Нинтендо Entertainment System                   | Bullet-Proof Software                                |
| 1990   | Wing Commander                                           | Space Flight                                | MS-DOS                                                    | Origin Systems                                       |
| 1991   | The Legend of Zelda: A Link to the Past Tecmo Super Bowl | Акциона-авантура Спортови                   | Super Нинтендо Нинтендо Entertainment System              | Нинтендо EAD Tecmo                                   |
| 1992   | Sonic the Hedgehog 2 Super Mario Kart                    | Платформа (Kart) Тркање                     | Сега Mega Drive / Genesis Super Нинтендо                  | Sonic Team Нинтендо EAD                              |
| 1993   | NHL '94                                                  | Спортови                                    | Super Нинтендо                                            | EA Спортови                                          |
| 1994   | Final Fantasy VI Samurai Shodown II                      | Игра играња улога Туча                      | Super Нинтендо Neo Geo                                    | SquareSoft SNK                                       |
| 1995   | Super Mario World 2: Yoshi's Island                      | Платформа                                   | Super Нинтендо                                            | Нинтендо EAD                                         |
| 1996   | Super Mario 64                                           | Платформа: Отворени свет                    | Нинтендо 64                                               | Нинтендо EAD                                         |
| 1997   | Gran Turismo International Superstar Soccer 64           | (Сим) Тркање Спортови                       | PlayStation Нинтендо 64                                   | Polyphony Digital Konami Рачунар Entertainment Osaka |
| 1998   | The Legend of Zelda: Ocarina of Time                     | Акциона-авантура: Отворени свет             | Нинтендо 64                                               | Нинтендо EAD                                         |
| 1999   | SoulCalibur                                              | Туча                                        | Аркада, Dreamcast                                         | Namco                                                |
| 2000   | NFL 2K1 Perfect Dark                                     | Спортови (Прво-Лице) Пуцачина               | Dreamcast Нинтендо 64                                     | Visual Concepts Rare                                 |
| 2001   | Grand Theft Auto III                                     | Пешчана кутија игра                         | PlayStation 2                                             | Rockstar North                                       |
| 2002   | Metroid Prime                                            | (Прво-Лице) Акциона-авантура                | GameCube                                                  | Нинтендо EAD                                         |
| 2003   | Star Wars: Knights of the Old Republic                   | Игра играња улога                           | Xbox, Windows                                             | LucasArts                                            |
| 2004   | Half-Life 2 Grand Theft Auto: San Andreas                | (Прво-Лице) Пуцачина Акциона-авантура       | Windows PlayStation 2                                     | Rockstar North                                       |
| 2005   | Resident Evil 4                                          | Хорор преживљавања, Пуцачина из трећег лица | GameCube, PlayStation 2                                   | Capcom                                               |
| 2006   | The Legend of Zelda: Twilight Princess                   | Акциона-авантура                            | Wii, GameCube                                             | Нинтендо EAD                                         |
| 2007   | Super Mario Galaxy                                       | Платформа                                   | Wii                                                       | Нинтендо EAD Tokyo                                   |
| 2008   | Grand Theft Auto IV                                      | Пешчана кутија игра                         | PlayStation 3                                             | Rockstar North                                       |
| 2009   | Uncharted 2: Among Thieves                               | Акциона-авантура: (Треће лице) Пуцачина     | PlayStation 3                                             | Naughty Dog                                          |
| 2010   | Super Mario Galaxy 2                                     | Платформа                                   | Wii, Wii U                                                | Нинтендо EAD Tokyo                                   |
| 2011   | Chrono Trigger                                           | Игра играња улога                           | Wii (Virtual Конзола)                                     | Square                                               |
| 2012   | Journey                                                  | Авантура                                    | PlayStation 3                                             | Thatgamecompany                                      |
| 2013   | Rayman Legends                                           | Платформа                                   | Wii U, Windows, Xbox 360, PlayStation 3, PlayStation Vita | Ubisoft Montpellier                                  |
| 2014   | Bayonetta 2                                              | Акциона-авантура                            | Wii U                                                     | Platinum Games                                       |

### MMGN
MMGNгодишња анкета заједнице Игре године је 100%-тна. Полуфинале омогућује регистрованим члановима да изаберу три игре за сваки жанр, и да доделе до 9 поена унутар три игара, али не више од 5 поена за једну игру . Најбољих 5 игара из сваког жанра са највише поена су онда додате у коначну анкету, где сваки члан добија један глас по жанру.
| Година | Игра                               | Жанр                                     | Платформа(е)                     | Развојни тим(ови)                  |
| ------ | ---------------------------------- | ---------------------------------------- | -------------------------------- | ---------------------------------- |
| 2007   | Super Mario Galaxy                 | Платформа                                | Wii                              | Нинтендо EAD Tokyo                 |
| 2009   | Call of Duty: Modern Warfare 2     | (Прво-Лице) Пуцачина                     | PlayStation 3, Windows, Xbox 360 | Infinity Ward                      |
| 2010   | Red Dead Redemption                | Отворени свет: (Треће лице) Пуцачина     | PlayStation 3, Xbox 360          | Rockstar San Diego, Rockstar North |
| 2011   | The Legend of Zelda: Skyward Sword | Акциона-авантура: Отворени свет          | Wii                              | Нинтендо EAD, Monolith Soft        |
| 2012   | Far Cry 3                          | (Прво-Лице) Пуцачина                     | PlayStation 3, Windows, Xbox 360 | Ubisoft Montreal                   |
| 2013   | The Last of Us                     | (Акциона-авантура: (Треће лице) Пуцачина | PlayStation 3, PlayStation 4     | Naughty Dog                        |

### ScrewAttack
Победници ScrewAttack годишење Топ 10 анкете игара.
| Година | Игра                                     | Жанр                               | Платформа(е)                     | Развојни тим(ови)           |
| ------ | ---------------------------------------- | ---------------------------------- | -------------------------------- | --------------------------- |
| 2009   | Metal Gear Solid 4: Guns of the Patriots | Шуњање: (Треће лице) Пуцачина      | PlayStation 3                    | Kojima Productions          |
| 2010   | Mass Effect 2                            | Акциони RPG: (Треће лице) Пуцачина | Xbox 360, Windows, PlayStation 3 | BioWare                     |
| 2011   | The Legend of Zelda: Skyward Sword       | Акциона-авантура: Отворени свет    | Wii                              | Нинтендо EAD, Monolith Soft |

### Yahoo! Games
Победнике Yahoo! Games Игре године бирају Yahoo! Games уредници.
| Година | Игра                       | Жанр                                 | Платформа(е)                                              | Развојни тим(ови)     |
| ------ | -------------------------- | ------------------------------------ | --------------------------------------------------------- | --------------------- |
| 2007   | Super Mario Galaxy         | Платформа                            | Wii                                                       | Нинтендо              |
| 2008   | Fallout 3                  | Игра играња улога                    | Xbox 360, PlayStation 3, Windows                          | Bethesda Game Studios |
| 2009   | Uncharted 2: Among Thieves | Пуцачка игра из трећег лица          | PlayStation 3                                             | Naughty Dog           |
| 2010   | Red Dead Redemption        | Отворени свет: (Треће лице) Пуцачина | PlayStation 3, Xbox 360                                   | Rockstar Games        |
| 2011   | Batman: Arkham City        | Акциона-авантура                     | Windows, PlayStation 3, Xbox 360                          | Rocksteady Studios    |
| 2012   | The Walking Dead           | Point-and-click Игра авантуре        | Xbox 360, PlayStation 3, Windows, OS X, iOS               | Telltale Games        |
| 2013   | The Last of Us             | Акциона-авантура игра                | PlayStation 3, PlayStation 4                              | Naughty Dog           |
| 2014   | Dragon Age: Inquisition    | Акциони RPG                          | Windows, PlayStation 3, PlayStation 4, Xbox 360, Xbox One | BioWare               |
| 2015   | The Witcher 3: Wild Hunt   | Отворени свет Акциони RPG            | PlayStation 4, Xbox One, Windows                          | CD Projekt RED        |

### Polygon
Polygon-ову Игру године бира њено особље .
| Година | Игра                    | Жанр                           | Платформа(е)                                              | Развојни тим(ови)      |
| ------ | ----------------------- | ------------------------------ | --------------------------------------------------------- | ---------------------- |
| 2012   | The Walking Dead        | Обележи и кликни игра авантуре | Xbox 360, PlayStation 3, Windows, OS X, iOS               | Telltale Games         |
| 2013   | Gone Home               | Авантура, Интерактивна фикција | Windows, OS X, Линукс                                     | The Fullbright Company |
| 2014   | Dragon Age: Inquisition | Акциони RPG                    | Windows, PlayStation 3, PlayStation 4, Xbox 360, Xbox One | BioWare                |
| 2015   | Her Story               | Interactive movie              | Windows, OS X, iOS                                        | Sam Barlow             |

### X-Play
Победнике X-Play Игре године X-Play уредници. The show ended in January 2013.
| Година | Игра                                   | Жанр                                      | Платформа(е)                               | Развојни тим(ови)      |
| ------ | -------------------------------------- | ----------------------------------------- | ------------------------------------------ | ---------------------- |
| 2003   | Star Wars: Knights of the Old Republic | (Игра играња улога) Turn-Based            | Windows, Xbox                              | Bioware                |
| 2004   | Halo 2                                 | (Прво-Лице) Пуцачина                      | Windows, Xbox                              | Bungie                 |
| 2005   | Resident Evil 4                        | Хорор преживљавања: (Треће лице) Пуцачина | GameCube, PlayStation 2, Windows, Wii      | Capcom                 |
| 2006   | The Legend of Zelda: Twilight Princess | Акциона-авантура                          | Wii, Нинтендо GameCube                     | Нинтендо               |
| 2007   | BioShock                               | (Прво-Лице) Пуцачина: Хорор преживљавања  | Windows, Xbox 360, Mac OS X, PlayStation 3 | 2K Boston/2K Australia |
| 2008   | Fable II                               | Акциони RPG: Пешчана кутија               | Xbox 360                                   | Lionhead Studios       |
| 2009   | Uncharted 2: Among Thieves             | Акциона-авантура: (Треће лице) Пуцачина   | PlayStation 3                              | Naughty Dog            |
| 2010   | Mass Effect 2                          | Акциони RPG: (Треће лице) Пуцачина        | Xbox 360, Windows, PlayStation 3           | BioWare                |
| 2011   | The Elder Scrolls V: Skyrim            | Акциони RPG: Отворени свет                | Xbox 360, Windows, PlayStation 3           | Bethesda Game Studios  |
| 2012   | Borderlands 2                          | Пуцачка игра из првог лица                | Xbox 360, Windows, PlayStation 3, OS X     | Gearbox Software       |

## Остале објаве/медији

### G4
Победници G4 годишњег "Videogame Deathmatch"-а или "G-phoria" анкета. 2011 "Videogame Deathmatch" је имао 500.000 гласова.
| Година | Игра                                     | Жанр                            | Платформа(е)                     | Развојни тим(ови)           |
| ------ | ---------------------------------------- | ------------------------------- | -------------------------------- | --------------------------- |
| 2007   | Gears of War                             | (Треће лице) Пуцачина           | Xbox 360, Windows                | Epic Games                  |
| 2008   | Metal Gear Solid 4: Guns of the Patriots | Шуњање: (Треће лице) Пуцачина   | PlayStation 3                    | Kojima Productions          |
| 2009   | Fallout 3                                | Игра играња улога               | Windows, PlayStation 3, Xbox 360 | Bethesda Game Studios       |
| 2010   | StarCraft II: Wings of Liberty           | Реална стратегија               | Windows                          | Blizzard                    |
| 2011   | The Legend of Zelda: Skyward Sword       | Акциона-авантура: Отворени свет | Wii                              | Нинтендо EAD, Monolith Soft |

### Games
Победнике Games магазина Игре године бирају Games уредници. Electronic games су одвојени при годишњој Games 100 листи.
| Година | Игра                                                        | Жанр                       | Платформа(е)                                   | Развојни тим(ови)          |
| ------ | ----------------------------------------------------------- | -------------------------- | ---------------------------------------------- | -------------------------- |
| 1994   | Myst                                                        | Авантура                   | Mac                                            | Broderbund                 |
| 1995   | Virtual Pool                                                | Спортови                   | MS-DOS, Mac, PSX, Windows                      | Interplay                  |
| 1996   | -                                                           | –                          | –                                              | –                          |
| 1997   | Links LS                                                    | Спортови                   |                                                | Access                     |
| 1998   | Obsidian                                                    | Авантура                   | Mac, Windows                                   | СегаSoft/Rocket Science    |
| 1999   | Oddworld: Abe's Oddysee                                     | Платформа                  | PSX, Win95                                     | GT Interactive             |
| 2000   | PC: Half-Life Конзола: The Legend of Zelda: Ocarina of Time | FPS Акциона-авантура       | Win 95/98, GNU/Линукс N64                      | Valve Corporation Нинтендо |
| 2001   | The Sims                                                    | Животна симулација         | Windows, Mac                                   | Maxis/EA, Aspyr            |
| 2002   | Black & White                                               | Симулација                 | Mac, Windows                                   | Electronic Arts            |
| 2003   | Neverwinter Nights                                          | RPG                        | Windows                                        | Atari                      |
| 2004   | The Legend of Zelda: The Wind Waker                         | Акциона-авантура           | Gamecube                                       | Нинтендо                   |
| 2005   | City of Heroes                                              | MMORPG                     | PC/Internet                                    | NC Soft                    |
| 2006   | Psychonauts                                                 | Платформа                  | Windows, Xbox                                  | Majesco                    |
| 2007   | The Elder Scrolls IV: Oblivion                              | Акциони RPG                | PlayStation 3, Windows, Xbox 360, Mobile phone | Bethesda Game Studios      |
| 2008   | BioShock                                                    | Акциона-авантура           | Windows, Xbox 360                              | 2K/Irrational              |
| 2009   | Spore                                                       | Симулација живота          | Windows, Mac                                   | EA/Maxis                   |
| 2010   | Batman: Arkham Asylum                                       | Акциона-авантура           | Windows, Xbox 360, PlayStation 3               | Eidos Interactive          |
| 2011   | Super Mario Galaxy 2                                        | Платформа                  | Wii                                            | Нинтендо                   |
| 2012   | Portal 2                                                    | Пузла                      | Windows, Xbox 360, PlayStation 3, GNU/Линукс   | Valve                      |
| 2013   | Call of Duty: Black Ops 2                                   | Пуцачка игра из првог лица | Windows/Xbox 360, PlayStation 3                | Treyarch                   |
| 2014   | BioShock Infinite                                           | FPS                        | Xbox 360, PlayStation 3, Windows               | 2K/Irrational Games        |

- Почећи 1996, награде су дате наслову надолазеће године (нпр. The Sims је назван Игром године 2001, иако је објављена 2000-е). Тако, проблем Децембра 1995 је наградио "Игру године 1995-е", а проблем Децембра 1996 је наградио "Игру године 1997".

### Good Game
Победнике Good Game Игра године бирају и Good Game тим и њихова заједница форума .
| Година | Игра                                 | Жанр                                          | Платформа(е)                                              | Развојни тим(ови)                         |
| ------ | ------------------------------------ | --------------------------------------------- | --------------------------------------------------------- | ----------------------------------------- |
| 2007   | Portal                               | Прво-Лице Пузла платформа                     | Xbox 360, PlayStation 3, Windows                          | Valve Corporation                         |
| 2008   | Braid                                | Пузла, Платформа                              | Xbox Live Аркада, PlayStation Network                     | Number None, Inc.                         |
| 2009   | Uncharted 2: Among Thieves           | Акциона-авантура, Пуцачка игра из трећег лица | PlayStation 3                                             | Naughty Dog                               |
| 2010   | Red Dead Redemption                  | Отворени свет, Пуцачка игра из трећег лица    | Xbox 360, PlayStation 3                                   | Rockstar San Diego                        |
| 2011   | The Elder Scrolls V: Skyrim          | Отворени свет Акциони RPG                     | Xbox 360, PlayStation 3, Windows                          |                                           |
| 2012   | Mass Effect 3                        | Акциони RPG, Пуцачка игра из трећег лица      | Xbox 360, PlayStation 3, Windows                          | BioWare                                   |
| 2013   | The Last of Us                       | Акциона-авантура Хорор преживљавања           | PlayStation 3, PlayStation 4                              | Naughty Dog                               |
| 2014   | Dragon Age: Inquisition              | Акциони RPG                                   | PlayStation 3, PlayStation 4, Xbox 360, Xbox One, Windows | BioWare                                   |
| 2015   | Everybody's Gone to the Rapture      | Авантура                                      | PlayStation 4                                             | The Chinese Room, SCE Santa Monica Studio |
| 2015   | Fallout 4                            | Отворени свет Акциони RPG                     | PlayStation 4, Xbox One, Windows                          | Bethesda Game Studios                     |
| 2015   | Metal Gear Solid V: The Phantom Pain | Отворени свет Акциона-авантура, Шуњање        | PlayStation 4, PlayStation 3 Xbox One, Xbox 360, Windows  | Kojima Productions                        |
| 2015   | Rise of the Tomb Raider              | Акциона-авантура                              | Xbox One, Xbox 360                                        | Crystal Dynamics                          |
| 2015   | Rocket League                        | Спортови                                      | PlayStation 4, Windows                                    | Psyonix                                   |
| 2015   | The Witcher 3: Wild Hunt             | Отворени свет Акциони RPG                     | PlayStation 4, Xbox One, Windows                          | CD Projekt RED                            |

### New York Times
Победнике The New York TimesИгре године бирају New York Times уредници.
| Година     | Игра                       | Жанр                                    | Платформа(е)                               | Развојни тим(ови) |
| ---------- | -------------------------- | --------------------------------------- | ------------------------------------------ | ----------------- |
| 2006       | Wii Спортови               | Спортска игра                           | Wii                                        | Нинтендо EAD      |
| 2007       | Mass Effect                | RPG                                     | Windows, Xbox 360                          | BioWare           |
| 2008       | Grand Theft Auto IV        | Отворени свет, Акција                   | Windows, PlayStation 3, Xbox 360           | Rockstar North    |
| 2009 (Tie) | Uncharted 2: Among Thieves | Акциона-авантура: (Треће лице) Пуцачина | PlayStation 3                              | Naughty Dog       |
| 2009 (Tie) | Assassin's Creed II        | Отворени свет Акциона-авантура          | Mac OS X, PlayStation 3, Windows, Xbox 360 | Ubisoft Montreal  |
| 2010       | Mass Effect 2              | Акциони RPG: (Треће лице) Пуцачина      | Xbox 360, Windows, PlayStation 3           | BioWare           |

### Slant Magazine
Победнике Slant Magazine њихови уредници у "Топ 25".
| Година | Игра                               | Жанр                                              | Платформа(е)                     | Развојни тим(ови) |
| ------ | ---------------------------------- | ------------------------------------------------- | -------------------------------- | ----------------- |
| 2011   | Portal 2                           | Пузла, Пуцачка игра из првог лица, Научна фикција | Xbox 360, PlayStation 3, Windows | Valve Corporation |
| 2012   | Xenoblade Chronicles               | Игра играња улога                                 | Wii                              | Monolith Soft     |
| 2013   | Grand Theft Auto V                 | Отворени свет, Акциона-авантура                   | PlayStation 3, Xbox 360          | Rockstar Games    |
| 2014   | Persona Q: Shadow of the Labyrinth | Отворени свет, Играње улоге                       | 3DS                              | Atlus             |
| 2015   | The Witcher 3: Wild Hunt           | Отворени свет, Акциона игра-улога                 | PlayStation 4, Xbox One, Windows | CD Projekt RED    |

### Time(магазин)
Победнике Time магазина Игре године бирају уредници Time магазина.
| Година | Игра                           | Жанр                                | Платформа(е)                                                       | Развојни тим(ови) |
| ------ | ------------------------------ | ----------------------------------- | ------------------------------------------------------------------ | ----------------- |
| 2006   | Wii Спортови                   | Спортска игра                       | Wii                                                                | Нинтендо EAD      |
| 2007   | Halo 3                         | Пуцачка игра из првог лица          | Xbox 360                                                           | Bungie            |
| 2008   | Grand Theft Auto IV            | Отворени свет, Акција               | Windows, PlayStation 3, Xbox 360                                   | Rockstar North    |
| 2009   | Call of Duty: Modern Warfare 2 | Пуцачка игра из првог лица          | Windows, PlayStation 3, Xbox 360                                   | Infinity Ward     |
| 2010   | Alan Wake                      | Акција/Авантура, Хорор преживљавања | Xbox 360                                                           | Remedy            |
| 2011   | Minecraft                      | Прво лице, Пешчана кутија, RPG      | Java платформа, Java applet, Андроид, iOS, Xbox 360, PlayStation 3 | Mojang            |
| 2012   | Guild Wars 2                   | MMORPG, Пешчана кутија, RPG         | Windows                                                            | ncsoft            |
| 2013   | Grand Theft Auto V             | Отворени свет, Акција               | PlayStation 3, Xbox 360                                            | Rockstar North    |
| 2014   | 80 Days                        | Интерактивна фикција                | iOS, Андроид                                                       | Inkle             |
| 2015   | Prune                          | Пузла                               | iOS, Андроид                                                       | Joel McDonald     |